# Alcorcón
Alcorcón es un municipio y ciudad de España ubicada en la Comunidad de Madrid, en el área metropolitana de Madrid, a 14 kilómetros al oeste de la capital. La cercanía de Alcorcón a Madrid capital ha propiciado un gran desarrollo industrial a lo largo del siglo XX, aumentando así la población hasta los 172 384 habitantes (INE 2020), lo que la sitúa como el cuadragésimo municipio español por tamaño poblacional. Aun así, gracias a la oferta de empleo dentro del municipio, se ha evitado su conversión en una ciudad dormitorio, ya que una gran parte de la población trabaja o estudia en Alcorcón.
Durante los años 1970 se produjo la mayor aceleración del crecimiento de dicha población, debido fundamentalmente al asentamiento de emigrantes de otras regiones de España. Esto ha obligado a construir numerosas vías de acceso, ha hecho ampliar la oferta de servicios públicos y ha impulsado la creación de nuevos barrios a lo largo del siglo XX.
El municipio que está suscrito a la Ley de Grandes Ciudades, se sitúa geográficamente a 13 km del centro de la ciudad de Madrid en dirección suroeste y pertenece al área metropolitana de la capital.

## Símbolos

### Escudo
El escudo de armas oficial de Alcorcón fue aprobado el 20 de julio de 1974. En el Boletín de la Real Academia de la Historia figura: 

Se aprueba al ayuntamiento de Alcorcón la adopción de escudo de armas municipales. Esta compuesto de la siguiente forma: En campo de oro una colina de sinople, surmontado de tres ollas de gules. Timbrado de una corona real cerrada.

Las tres ollas o pucheros hacen referencia al pasado alfarero de Alcorcón.

### Bandera
La bandera figura como: 

 Cuadrada jironada al asta de gualdo, rojo y verde, y sobre la superficie de esta tela cargando el escudo del municipio.

Aunque existen dos versiones oficiales del escudo y de la bandera, el Ayuntamiento de Alcorcón utilizada unas versiones alternativas más simples.

## Toponimia
Sobre el topónimo Alcorcón se sostienen actualmente dos interpretaciones:
1. Es una construcción híbrida de origen mozárabe, formada por los artículos árabes al-('es') y -corcan o -corcon, un derivado de corco, en latín quercus ('roble, encina').[7]
2. Es la forma en la que sus fundadores la denominaban, Al-Qadir ('-colina'), y que se detalla en el apartado Orígenes.

Otra interpretación es la que dan los historiadores José Luis Rodríguez Jiménez y Luis Palacio Bañuelos. El nombre podría provenir del árabe al-gor o al-kur, cuyo significado es cerro, colina o collado. De hecho, se encuentra en un altozano, por lo que Alcorcón habría sido en sus orígenes una atalaya destinada a proteger las ciudades árabes de Alcalá, Talavera y Medina Magerit (Madrid). Además, en el actual escudo del municipio figura una colina y tres pucheros de barro que parece corroborar esta teoría. Otra teoría indica que el nombre hace referencia a un alcornocal.

## Historia

### Orígenes
El territorio de Alcorcón estaba enclavado en la zona geográfica en la que vivían los carpetanos. En la Antigüedad, la zona en la que se ubica actualmente Alcorcón estaba rodeado de agua, como la laguna de Ondarreta. La romanización en la actual Comunidad de Madrid fue muy escasa y ocupaba la zona sureste. Sus orígenes no están del todo claros. Una de las opciones es que fue fundada por artesanos musulmanes, que le dieron la denominación de Al-Qadir, cuya traducción sería la «colina» o «atalaya», de donde derivaría el actual nombre.

### Edad Media
El primer documento medieval que hace referencia a Alcorcón data del 28 de julio de 1208, en el cual se hace referencia a la Cañada de Alcorcón como camino de tránsito para el ganado lanar. En otra carta, fechada del 12 de diciembre de 1208, se confirma el límite de la cañada de Alcorcón entre el Concejo de Segovia y el Concejo de Madrid. Alrededor de la cañada se localiza un asentamiento de alfareros hispano-musulmanes.
En 1222 Fernando III de Castilla otorga nuevos fueros a la villa de Madrid. El término jurisdiccional de Madrid es dividido en tres compartimentos rurales: Vallecas, Villaverde y Aravaca. El de Aravaca estaba comprendido por Aravaca, Majadahonda, Boadilla del Monte, Alcorcón, Leganés y Carabanchel.
Durante la Edad Media, un grupo de cristianos, debido a la presión demográfica del norte peninsular y a las facilidades dadas por los reyes castellanos, se asientan en la zona que se corresponde con la zona del Prado de Santo Domingo y fundan una pequeña población, probablemente de origen agrícola. El origen más probable de estos pobladores sería La Rioja. Estos pobladores son los que trajeron a Alcorcón a Santo Domingo de la Calzada (San Dominguín, por su reducido tamaño). En su asentamiento se levantó una pequeña ermita: Santo Domingo de la Ribota —o de la rivera—. La población y la ermita desaparecieron en el siglo XVI.

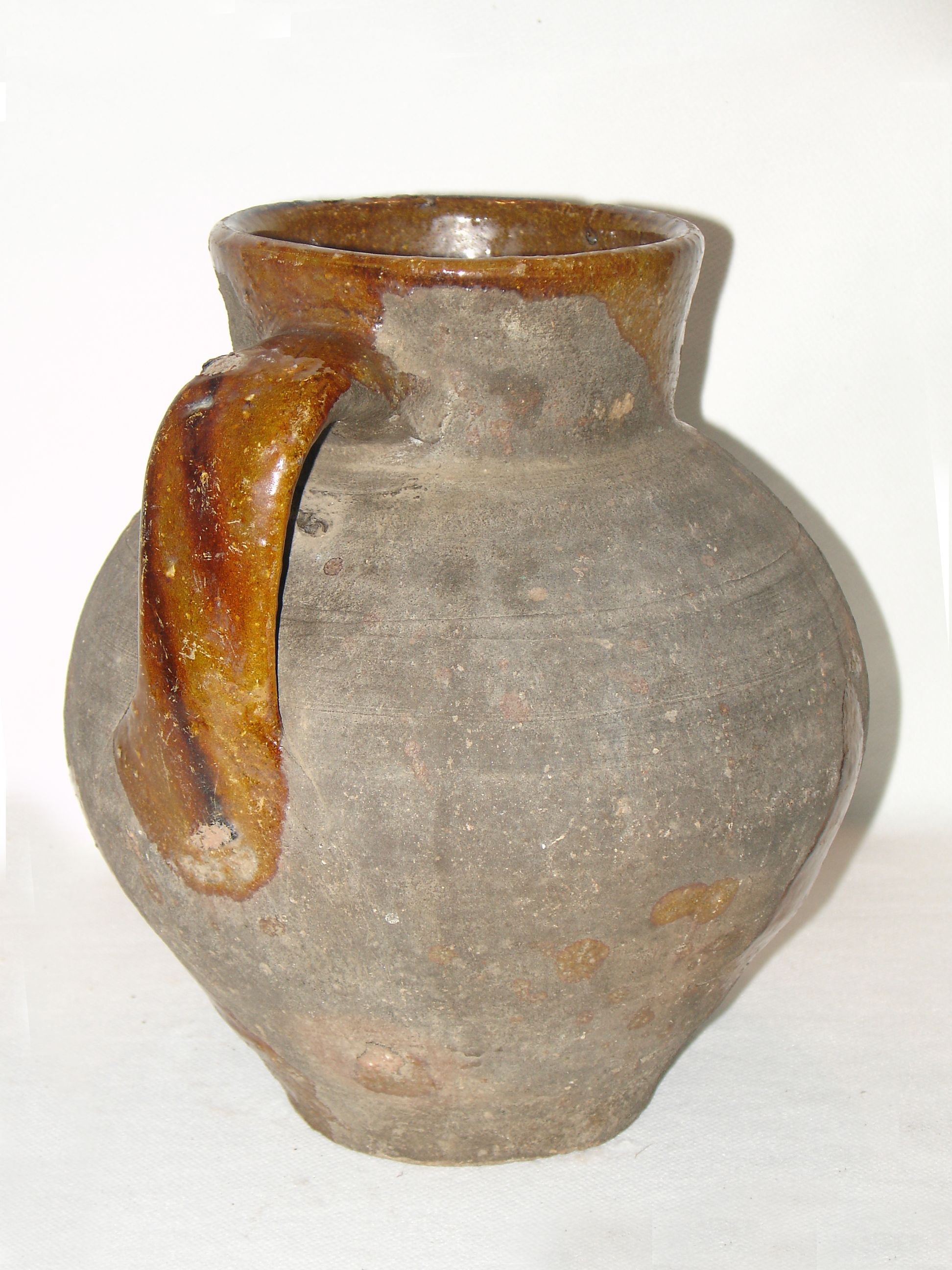
Puchero de Alcorcón

En 1383 la población fue entregada a Don Pedro de Mendoza para, posteriormente, volver a posesión real. En 1485, durante el reinado de los Reyes Católicos, se produce la división de los términos municipales de Alcorcón y Móstoles. En 1496 se ponen las lindes entre las jurisdicciones de Madrid y Toledo, perteneciendo Alcorcón a la primera y Móstoles a Toledo. De este período son las referencias más notables sobre el pasado alfarero de Alcorcón. Se fabricaban pucheros y se regulaba su venta en la plaza de San Salvador —actual plaza de la Villa de Madrid—.

### Edad Moderna
Durante el reinado de Felipe II (1556-1598) se publicaron las Relaciones Topográficas de Felipe II, una enciclopedia en la que se recogieron los datos topográficos e históricos de los pueblos de Castilla. En el capítulo II figura: 

(...) no se ha podido hallar la antigüedad de dicho lugar, ni quién fue su fundador (...)

 Durante cinco siglos, la alfarería de Alcorcón cubrió las necesidades de los vecinos de la capital de España, como queda referido en el capítulo 42:

...y lo que se suele y se labra en el dicho lugar mejor que en otra parte es cántaros, ollas, jarros y puchericos y esto se labra tan bien y es el barro tan a propósito para el menester que son que se llevan a muchas partes lejos y se tienen en mucho en todo el Reino.

 De las Relaciones de Felipe II se extrae además el primer dato estadístico sobre la población de Alcorcón, fechado hacia 1576. En el capítulo 39 figura:

39. A los treinta y nueve capítulos dijeron que el dicho lugar es de 140 casas, y vecinos habrá al presente ciento setenta vecinos, contando dos viudas por un vecino, ha sido un pueblo pequeño siempre, vase ahora aumentando poco poco.

 También se menciona la existencia de una iglesia construida en el último tercio del siglo XVI (actual iglesia de Santa María la Blanca). El actual templo es posterior a 1576, ya que la inestabilidad de la iglesia construida tras la conquista de la región por Castilla hizo que terminara desmoronándose. En el presbiterio del templo, debajo del altar, figura una tumba que data del 3 de julio de 1595, donde se encuentra enterrado el sacerdote de la época. Uno de los hechos más importantes del municipio ocurridos en este siglo se produjo en 1619. El 22 de abril, Felipe III partió con una comitiva hacia Portugal. A su regreso, el rey enfermó de unas calenturas y se vio obligado a permanecer en Casarrubios del Monte, en Toledo. La villa de Madrid organizó entonces una procesión por la curación del monarca y el cuerpo de Isidro Labrador (poco después beato y santo) fue trasladado a esta localidad toledana. Al curarse el rey, la comitiva regresó a Madrid. En la última etapa se pararon a descansar en Alcorcón. En el pueblo se hospedaron el príncipe Felipe (futuro Felipe IV) y parte de la comitiva. En el templo se depositaron los restos de Isidro Labrador hasta el día siguiente. Este hecho se recogió en la Vida de San Isidro Labrador de fray Nicolás José de la Cruz (1790): 

Llegó a Alcorcón el bienaventurado Patrón de Madrid, enalteciendo aquella noche con su santo cuerpo el templo parroquial de aquel antiguo pueblo, que en las extremadas demostraciones de regocijo, manifestó bien su mucho afecto al Santo.
Fray Nicolás José de la Cruz
Vida de San Isidro Labrador (1790)

 Durante el llamado Siglo de Oro de la literatura española, Alcorcón aparece en varias obras literarias como La Tarasca de Alcorcón, de Calderón de la Barca, y El Alcalde de Alcorcón de Agustín Moreto.
A principios del siglo XVII se realizó una expedición a las Indias, comandada por Alonso de Mendoza. Al regresó a Castilla se expandió por la capital la noticia de un milagro realizado por la Virgen de los Remedios. Esta devoción se asentaría en Alcorcón llegando hasta la actualidad.
En el siglo XVIII, figura una en el año 1786, el cura de Alcorcón fue citado por el Arzobispado de Toledo, para que aportase información sobre el pueblo. Esta fue recogida en las Relaciones de Lorenza. En la que figura el descenso de la población entre los siglos XVI y XVIII: 

(...) Vecindario y enfermedades: Se censan unos ciento cincuenta vecinos (...)

### SigloXIX
En el siglo XIX se producen pocos cambios. A mediados de siglo, el lugar contaba con una población censada de 392 habitantes. La localidad aparece descrita en el primer volumen del Diccionario geográfico-estadístico-histórico de España y sus posesiones de Ultramar de Pascual Madoz de la siguiente manera:

ALCORCON: l. con ayunt. de la prov., adm. de rent., aud. terr. y c. g. de Madrid (2 leg), part. jud. de Getafe (1 1/2), dióc. de Toledo (10): sit. en una pequeña eminencia que domina toda su jurisd. á la izq., muy inmediato á la carrelera general de Madrid á Estremadura: está bien ventilado y batido ordinariamente de los vientos N. de los que le guarecen, no obstante los bosques del Pardo, Villaviciosa y Boadilla. Goza de escelentes aguas de la fuente llamada la Canaleja, á dist. de 1/2 leg.; cielo puro y despejado, clima frio y temperamento sano naturalmente, si bien sus moradores padecen afecciones de pecho que se hacen crónicas, y cólicos saturninos, llamados vulgarmente de Madrid, achacado todo ello a las emanaciones del alcohol al quemarlo para el vidriado. Forman el casco de la pobl. 82 casas, de ellas solo 10 regulares, ordenadas en 4 calles y una plaza, con casa municipal, cárcel, escuela de niños dotada con 1,900 rs., á la que asisten 14 alumnos; una igl. parr.con la advocacion de Sta. Maria la Blanca, de fáb. regular, servida por un cura párroco, y á mil pasos al N. del pueblo una ermita con el titulo de Ntra. Sra. de los Remedios. Confina el térm. por N. con los de Boadilla y Villaviciosa, por S. con los de Fuenlabrada y Leganés, por O. con los de Madrid y Carabanchel, todos a una leg., y por el E. con los de Móstoles á 1/2: abraza unas 8,000 fan. de tierra; de ellas 2,000 de 1.ª calidad, 2,000 de 2.ª destinadas a pan llevar, y 4,000 de 3.ª, y retamar que benefician para las fáb. El terreno es de mediana calidad, escaso de riego y seria posible y aun fácil proporcionársele si ayudasen los capitales: al S. y 1/4 de leg. de la pobl. hay una quinta que consta de casa de recreo y labor, estanque, una buena viña y árboles frutales, regada por medio de una noria. Las labores y acarreos se hacen con 40 pares de mulas y 25 caballerías menores: prod.: en bastante cantidad trigo, centeno, avena, algarrobas, guisantes, habas, garbanzos de buena calidad y cebada para el solo consumo de la pobl.: se crian en los pastos sobre 2,000 cab. de ganado lanar ordinario, cuyo prod. de leche doealguna consideración espenden en invierno en Madrid: ind.: una tahona para surtir de pan al pueblo, una fáb. de jabon, un almacen de aceite y 8 fáb. de alfarería ordinaria, pero superior en su clase por su duracion, ya sin vidriar, ya vidriada, cuyos barros tomados en la jurisd. del pueblo, aventajan en calidad á todos los del pais, por lo que surten á la Corte y otros muchos pueblos cercanos y distantes: pobl.: 105 vec.: 392 alm.: cap. prod.: 4.701,613 rs.: imp.; 166,833 rs.: contr.: según el cálculo general de la prov. el 11 p00: presupuesto municipal 22,000 rs. de los que se pagan al secretario de ayunt. por su dotación 2,880: se cubre con el valor de los propios y sobrantes de los puestos públicos deducido el encabezamiento. Este pueblo es de origen árabe. En el siglo pasado y principios del presente contaba 300 vec.: empezó á decrecer durante la guerra de la Independencia y muy especialmente en el año 12 que, por causa del hambre, fué muy molestado poe la guarnicion de Madrid, y abandonaron la pobl. la mayor parte de sus hab., dando lugar á la ruina de los edificios que no han podido reedificarse por la ausencia de los capitales.
(Madoz, 1845, p. 463)

El Diccionario geográfico de España de 1856 cifra su población en «697 habitantes de hecho y 718 de derecho.»
El 15 de mayo de 1884 se inaugura una nueva casa consistorial, ante el deterioro de la anterior. La segunda planta se dedica a la administración civil y jurídica y la primera se usa como escuela. En 1892 se instaló el reloj del pueblo.
En 1890 se construye la estación de Alcorcón, dentro de la línea de ferrocarril Madrid-Almorox que se estaba construyendo. Esta fue inaugurada en 1891.

### SigloXXy actualidad

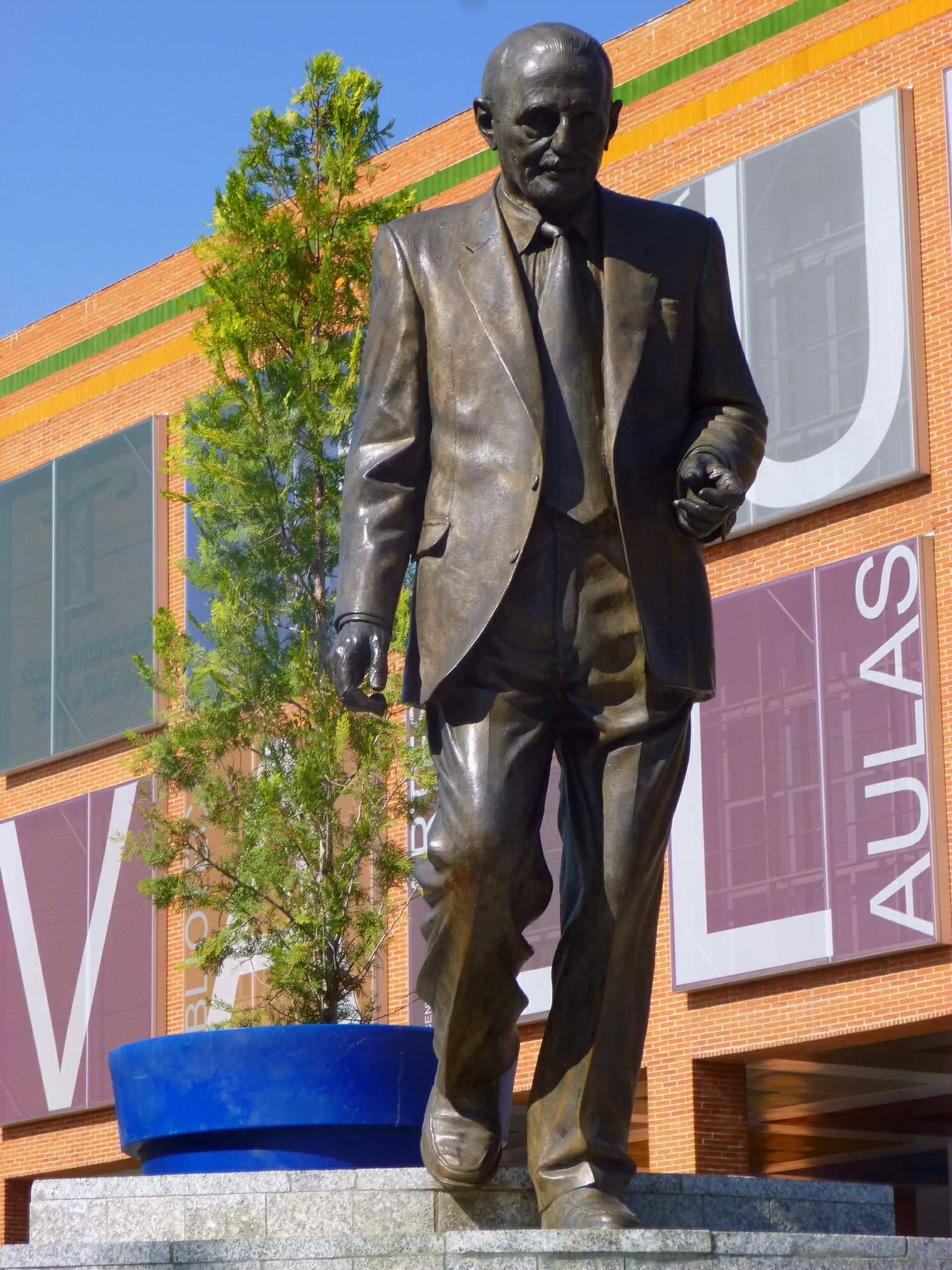
Monumento al dramaturgo Antonio Buero Vallejo junto al centro cultural que lleva su nombre

A comienzos del siglo XX se instalan en Alcorcón los marqueses de Valderas. El consorte de la entonces marquesa, José Sanchiz de Quesada había sido destinado en 1915 al regimiento de artillería en Cuatro Vientos. Para tener cerca a su familia, compró unas fincas próximas a su regimiento y mandó construir unos «castillos» o palacios para vivir con su familia. Los Castillos de los marqueses fueron terminados en 1917. El marqués de Valderas, colaboró con el municipio concediendo ayudas a las familias del pueblo, ayudó a financiar el alumbrado público y la canalización de agua potable a las fuentes del pueblo. En la guerra civil española, los castillos fueron abandonados, siendo usados en 1936 por el general Franco para divisar el frente de la zona republicana de la Casa de Campo.
Tras la Guerra Civil la población descendió de 809 habitantes en 1930 a 614 en 1940. A pesar de ello, Alcorcón, como municipio de la corona metropolitana, sufrió un gran desarrollo a partir de la década de 1950. En 1950, la población de hecho de Alcorcón es de 759 habitantes, según el censo de aquel año, en 1970 eran 46 048 habitantes y en 1980 alcanzó los 140 657 habitantes. A finales de siglo el crecimiento poblacional se estancó en estos valores hasta el año 2000, fecha en la que volvió a crecer hasta la cifra actual. El crecimiento es debido a la fuerte emigración. Hasta 1980 la recepción de emigrantes provenían de otras provincias españolas, y desde 2000, las emigraciones procedían principalmente de Sudamérica, el norte de África y Europa del Este.
En el ámbito de la construcción, en la década de 1950, Alcorcón empezó a transformarse rápidamente en una ciudad dormitorio, dependiendo de los servicios de Madrid, hasta alcanzar un pleno equipamiento en el campo educativo, sanitario y de transportes.
En 1975 muere Franco y es sucedido por Juan Carlos I. En 1978 se aprobó la Constitución y en 1979 se celebraron las primeras elecciones municipales desde la Segunda República. El candidato que alcanzó la alcaldía fue José Aranda Catalán, ganando con mayoría absoluta. Fue el alcalde que más tiempo estuvo al frente de Alcorcón. En su tercera legislatura enfermó, lo que le aparto de sus funciones en 1990 hasta su fallecimiento en 1991. En su honor una avenida de la ciudad lleva su nombre. Durante estas dos décadas se acelera el desarrollo masivo de Alcorcón: se crean nuevos barrios en el municipio ante el aumento de población (46 073 en 1970 a 139 641 en 1991), se construyen nuevos centros educativos tanto públicos como privados, se construyen edificios municipales como bibliotecas, centros deportivos, centros comerciales...
Además en este periodo se restauran los castillos de Valderas (1992-94). El castillo Grande acoge actualmente la sede del museo municipal de arte en Vidrio-MAVA y el otro es uno de los centros culturales de la red que posee el ayuntamiento por barrios. Posteriormente se construyó un tercero que albergó una biblioteca municipal hasta su demolición en 2010.
En 1993 se produjo una alteración del término municipal después de que el gobierno Leganés apruebe la segregación del barrio de Viñagrande 18 meses después de que el 98 % de las familias del barrio votaran en referéndum su paso a Alcorcón.
En 1995, se funda la ciudad deportiva de Santo Domingo, inaugurada por Jesús Salvador Bedmar y Francisco Iváñez Jiménez, respectivamente alcalde y concejal de Deportes. Esta sería reconfigurada en una nueva reforma entre 2009 y 2013.
En este periodo también se construye la sede del campus de la Facultad de Ciencias de la Salud de la Universidad Rey Juan Carlos así como del Campus de Montepríncipe de la Universidad CEU San Pablo, separada del casco urbano, pero perteneciente al término municipal de Alcorcón.
En el ámbito sanitario se funda en 1998 el Hospital Universitario de Alcorcón, que sustituyó al antiguo Hospital Hermanos Laguna fundado en 1975, que pasó a ser un centro para personas mayores.

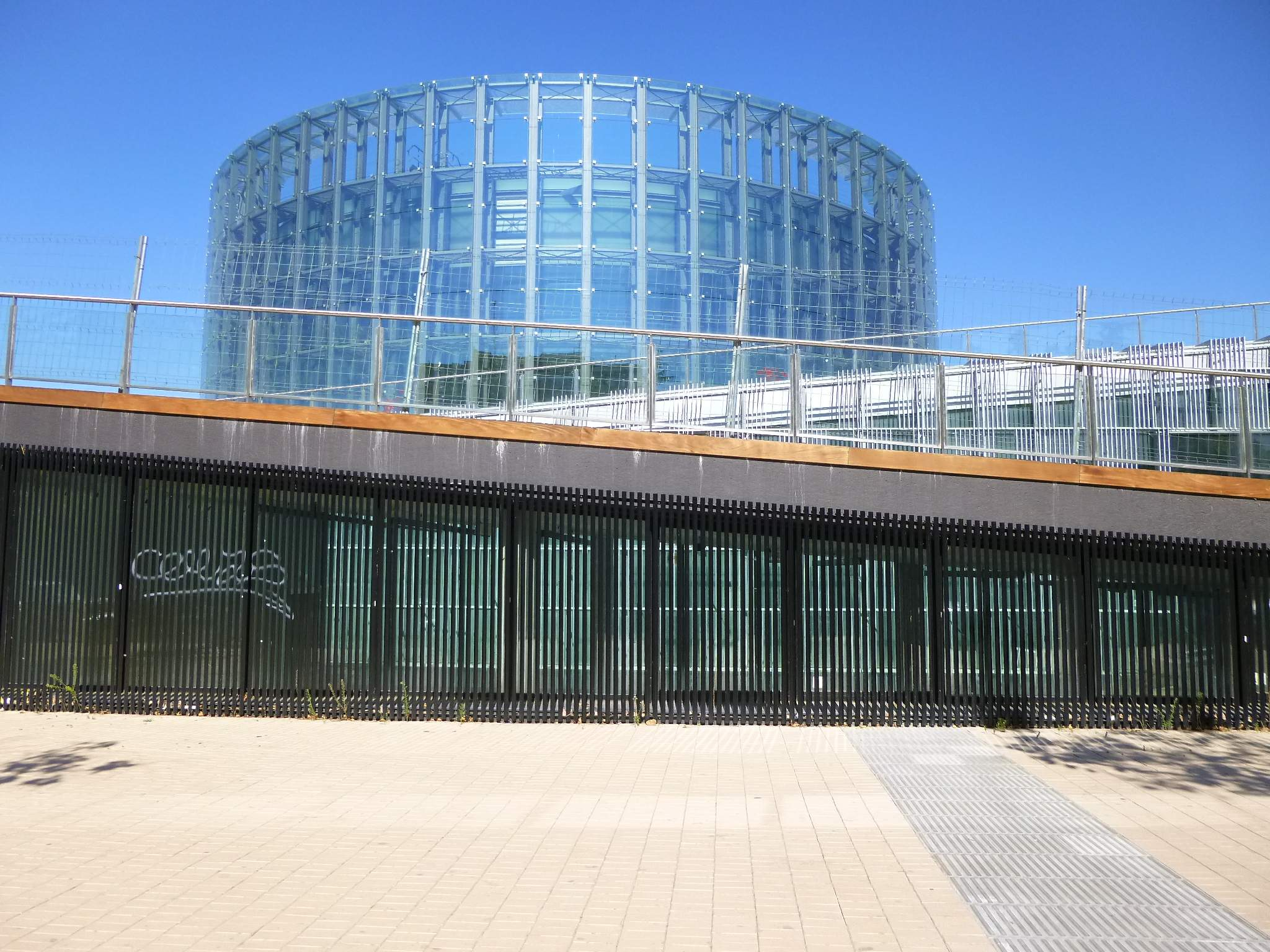
Aspecto que mostraba el Centro de Creación de las Artes de Alcorcón (CREAA) en septiembre de 2013. Las obras de construcción de este enorme centro cultural quedaron abandonadas en 2012, con el complejo casi terminado, por falta de financiación en mitad de la crisis económica

En 2007 se inicia la construcción del Centro de Artes de Alcorcón (CREAA), un complejo de edificios destinado a ser un gran centro neurálgico del arte. Este cuenta con un teatro y varias escuelas de arte (cine, teatro, música...) sin acabar. El CREAA no ha estado exento de polémica, pues han sido muchas las protestas vecinales por la ubicación de su construcción. Actualmente la obra está paralizada debido a la falta de financiación, esperando a que se dé luz verde a su terminación.
Alcorcón es el escenario en que transcurre la novela negra Hombres en vano, del escritor Tony Fuentes, liberada gratuitamente en internet en el año 2012.
En octubre y noviembre de 2013, Alcorcón se vio afectado por la sacudida de tres terremotos de baja intensidad, con un magnitud máxima de 3,5 en la escala de Richter. Esto no ocasionó ningún desperfecto.
Alcorcón tuvo una gran notoriedad entre los años 2012 y 2013 como consecuencia del proyecto Eurovegas, un macrocomplejo de juego y convenciones impulsado por el magnate Sheldon Adelson. El proyecto se vio frenado por las leyes de Extranjería, el tabaco o el estatuto de los trabajadores. El empresario también reclamó suelo público para erigir su capital del juego y desplazar las viviendas protegidas. El proyecto contó en un principio con el apoyo del Partido Popular de Madrid y el alcalde de Alcorcón que aseguraron que en 6 meses habría miles de contratos. Dos años después el proyecto contó con el rechazo del Gobierno de Mariano Rajoy. En diciembre de 2013, Eurovegas renunció a levantar su complejo de casinos en Madrid. Las razones aducidas por el gobierno fueron las peticiones inasumibles de Adelson, entre las que destacaban que el gobierno español asumiera las pérdidas que se pudieran generar en el proyecto, así como compensaciones económicas si a mitad de proyecto este no terminaba viendo la luz. Días antes, el alcalde de Alcorcón había reconocido retrasos en la gestión administrativa y legal del proyecto.

### Organización territorial

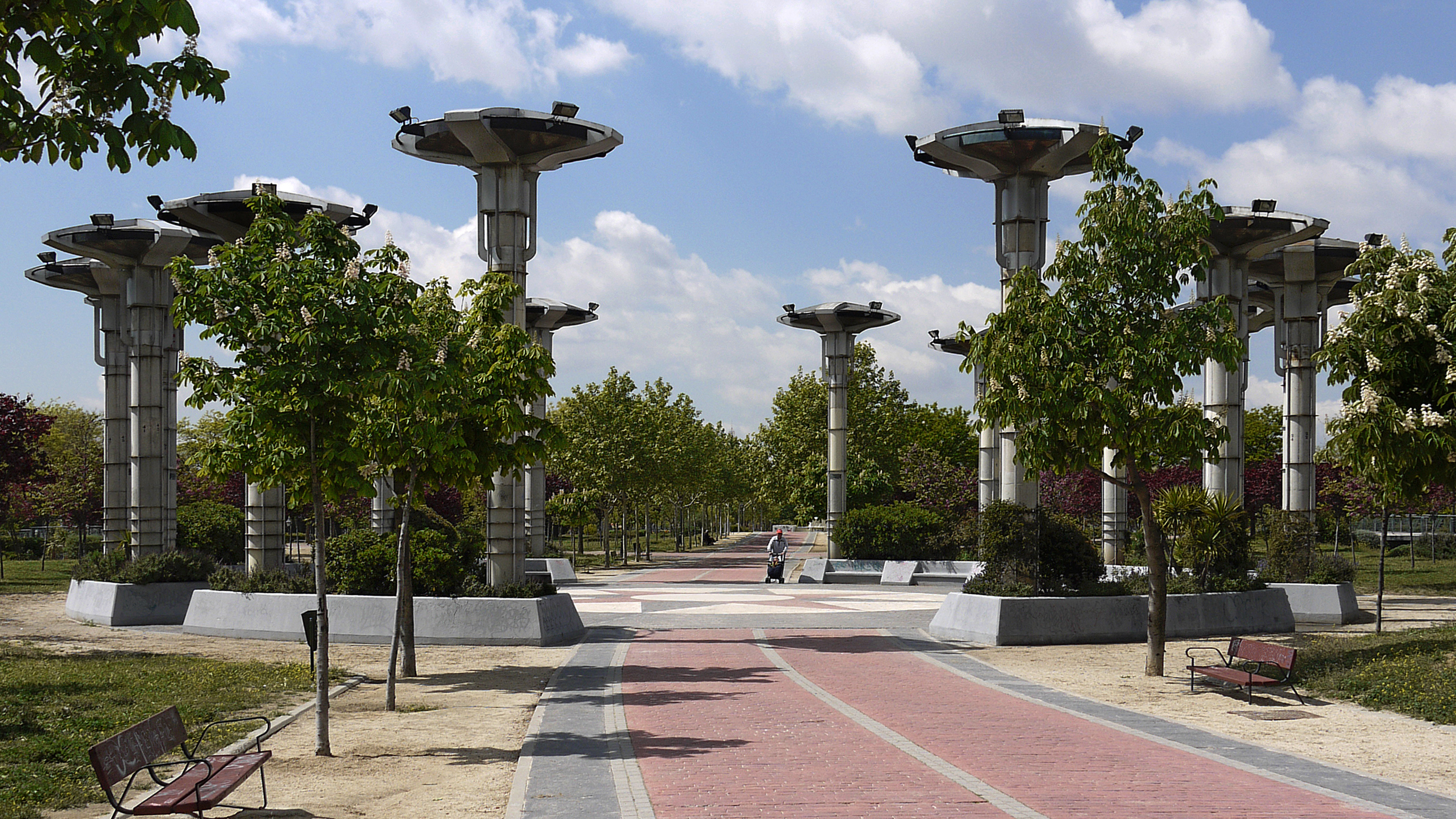
Parque de las Comunidades

A principios del siglo XX, la ciudad estaba compuesta únicamente por la zona más céntrica del casco antiguo. A partir de los años 1960 el aumento de la población obligó la creación de nuevos barrios como San José de Valderas, Parque Lisboa, Parque Mayor y Ondarreta. A finales del siglo XX y comienzos del XXI, se crearon los barrios de Timanfaya, Prado Santo Domingo, La Rivota, Parque Oeste y Ensanche Sur. En 1994, el ayuntamiento decidió dividir el municipio en tres distritos, los cuales permanecen hasta la fecha y a los que se les ha ido sumando progresivamente nuevos barrios.
Según el reglamento orgánico municipal, se recoge: 

Los distritos del término municipal de Alcorcón, como divisiones territoriales propias, estarán dotados de órganos de gestión desconcentrada, para impulsar y desarrollar la participación ciudadana en la gestión de los asuntos municipales y su mejora, sin perjuicio de la unidad de gobierno y gestión del municipio. La presidencia de los distritos corresponderá en todo caso a los concejales.
art. 200, sección III

#### Distritos, barrios y sectores urbanos
A fecha de hoy, Alcorcón se divide en 4 zonas: Centro, Norte, Suroeste y Sur dando lugar a 4 distritos, 17 barrios y 49 sectores urbanos.
| Número | Distrito | Superficie (ha) | Población | Densidad (Hab./ha) | Barrios                                                                                             | Sede                | Fecha de creación |
| ------ | -------- | --------------- | --------- | ------------------ | --------------------------------------------------------------------------------------------------- | ------------------- | ----------------- |
| 1      | Centro   | 196             | 65 060    | 331,9              | Casco antiguo Parque Mayor Zona Centro Joven Zona Renfe                                             | C.C Siete Ojos      | 1994              |
| 2      | Norte    | 2248            | 52 430    | 23,3               | Campodón Los Castillos Montepríncipe Parque de Lisboa La Paz San José de Valderas Ventorro del Cano | C.C. Viñagrande     | 1994              |
| 3      | Suroeste | 358             | 37 640    | 105,1              | Fuente Cisneros Igueldo Ondarreta Parque Oeste Prado de Santo Domingo                               | C.C Los Pinos       | 1994              |
| 4      | Sur      | 246             | 10 870    | 44,1               | Ensanche Sur de Alcorcón                                                                            | C.M.A Buero Vallejo | 2021              |

| Nombre                               | Observaciones |
| ------------------------------------ | ------------- |
| Bellas Vistas                        |               |
| Casco Antiguo                        |               |
| Colegios del Sur                     |               |
| Los Castillos                        |               |
| Comusa                               |               |
| El Condado                           |               |
| Las Cuatrocientas                    |               |
| Fuente del Palomar                   |               |
| Hogar 68                             |               |
| Igueldo                              |               |
| Ondarreta                            |               |
| Parque Guadalquivir                  |               |
| Parque Lisboa                        |               |
| Parque Mayor                         |               |
| Parque Oeste (Industrial)            |               |
| Parque Oeste II                      |               |
| San José de Valderas (Industrial)    |               |
| Prado Santo Domingo                  |               |
| La Rivota                            |               |
| San José de Valderas                 |               |
| Santo Domingo                        |               |
| Torres Bellas                        |               |
| Las Torres                           |               |
| Urtinsa I (Industrial)               |               |
| Urtinsa II (Industrial)              |               |
| La Arboleda                          |               |
| Cementerio                           |               |
| Hospital de Alcorcón                 |               |
| Universidad de Alcorcón              |               |
| Parque Ciudad de Mayarí              |               |
| Parque La Rivota                     |               |
| Pinos                                |               |
| Madroños                             |               |
| Parque Grande                        |               |
| Aeronáutica                          |               |
| Ensanche Sur                         |               |
| Luis Buñuel                          |               |
| Alcorcón (Diseminado)                |               |
| Campodón                             |               |
| Venta la Rubia                       |               |
| Venta la Rubia (Diseminado)          |               |
| Ventorro del Cano (Industrial)       |               |
| Carretera de San Martín (Industrial) |               |
| Carretera de San Martín (Diseminado) |               |
| Fuente Cisneros                      |               |
| Fuente Cisneros (Diseminado)         |               |
| Montepríncipe CEU                    |               |
| Montepríncipe (Diseminado)           |               |
| El Praonal (Diseminado)              |               |

### Evolución de la deuda viva municipal
El concepto de deuda viva contempla solo las deudas con cajas y bancos relativas a créditos financieros, valores de renta fija y préstamos o créditos transferidos a terceros, excluyéndose, por tanto, la deuda comercial. La deuda viva municipal por habitante en 2015 ascendía a 2183,19 €.
| Gráfica de evolución de la deuda viva del Ayuntamiento entre 2008 y 2023                           |
| |
| Deuda viva del Ayuntamiento de Alcorcón, en miles de euros, según datos del Ministerio de Hacienda |

## Geografía

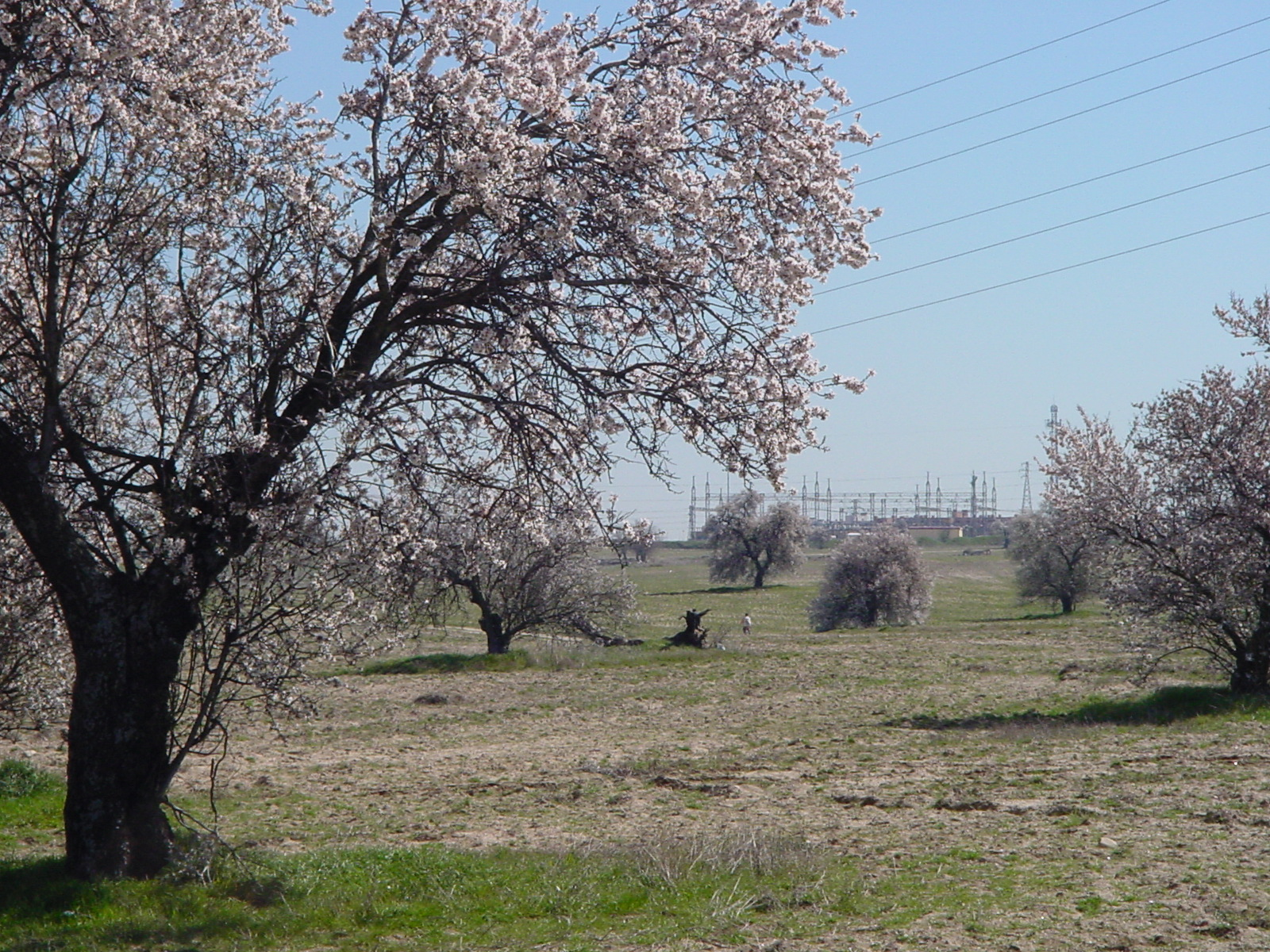
Parque de las Presillas

Alcorcón está situado en la zona sur de la Comunidad de Madrid, España, en el suroeste de Europa, en el centro de la península ibérica, en el norte de la Submeseta Sur (división de la Meseta Central), y entre los 710 y 720 m sobre el nivel del mar. El término municipal de Alcorcón tiene una superficie de 33,73 km². La parte más oriental se encuentra en el parque de Las Presillas que limita con el distrito de Latina de Madrid y Leganés.

#### Distancias
Estas son las distancias a algunas ciudades, a los mares que bañan la costa española y a las fronteras con Portugal y Francia:
- Puerta del Sol de Madrid: 13 km
- Toledo: 57,28 km (capital de provincia, aparte de Madrid, más cercana)
- Gerona: 716 km (capital de provincia más lejana dentro de la península)
- Leganés: 6,44 km
- Fuenlabrada: 7,65 km
- Móstoles: 4,3 km
- Mar Mediterráneo (Valencia): 387 km
- Mar Cantábrico (Bilbao): 412 km
- Océano Atlántico (Aveiro): 532 km
- Frontera con Portugal: 398 km
- Frontera con Francia: 514 km

### Parques
Los parques de la ciudad son el parque de los Castillos, el parque de la Paz, el Prado Santo Domingo, el parque de las Comunidades, el parque de La Ribota, el parque de la República, el parque de Alfredo Nobel, parque Urtinsa, el parque Ciudad de Mayari, el parque de Fuente Cisneros y el periurbano de Las Presillas.

### Relieve
El término municipal abarca una zona de suaves lomas y cerros, situada entre los ríos Guadarrama y Manzanares. La zona más baja del término municipal, con unos 668 metros, se encuentra en la zona suroeste del municipio, donde el arroyo prado ovejero entra en Móstoles. La más alta está al norte del término municipal, junto al de Boadilla, el ventorro del Cano alcanza los 740 metros. El término municipal está surcado por varios arroyos que nacen en él, como el arroyo de la Madre y el arroyo de los Majuelos que vierten sus aguas en la cuenca del río Guadarrama, y el arroyo de fuente del Sapo, el más largo del municipio, que desemboca en el Manzanares y que embalsa sus aguas artificialmente en el parque de las presillas, formando el único lago del municipio, y del que sale con el nombre de arroyo Butarque.
El municipio es cruzado de norte a sur por siete vías pecuarias entre coladas y veredas, entre ellas la Vereda de Castilla, la Vereda de los Barros, la Vereda de Segovia, la Vereda de Villaviciosa, la Colada de Pozuelo, la Colada de Móstoles y Fuente Cisneros, la Colada de Esparteros y de la Canaleja, esta última inutilizada por su cruce con la M-406.

### Límites
El término municipal de Alcorcón limita con los siguientes términos municipales: al norte con Boadilla del Monte, al noreste con Latina (distrito de Madrid) y Pozuelo de Alarcón, al noroeste con Villaviciosa de Odón, al este con Leganés, al sur con Fuenlabrada y al oeste con Móstoles.
| Noroeste: Villaviciosa de Odón | Norte: Boadilla del Monte | Nordeste: Madrid (distrito de Latina) y Pozuelo de Alarcón |
| Oeste: Móstoles                |                           | Este: Leganés                                              |
| Suroeste: Móstoles             | Sur: Fuenlabrada          | Sureste: Leganés                                           |

### Clima

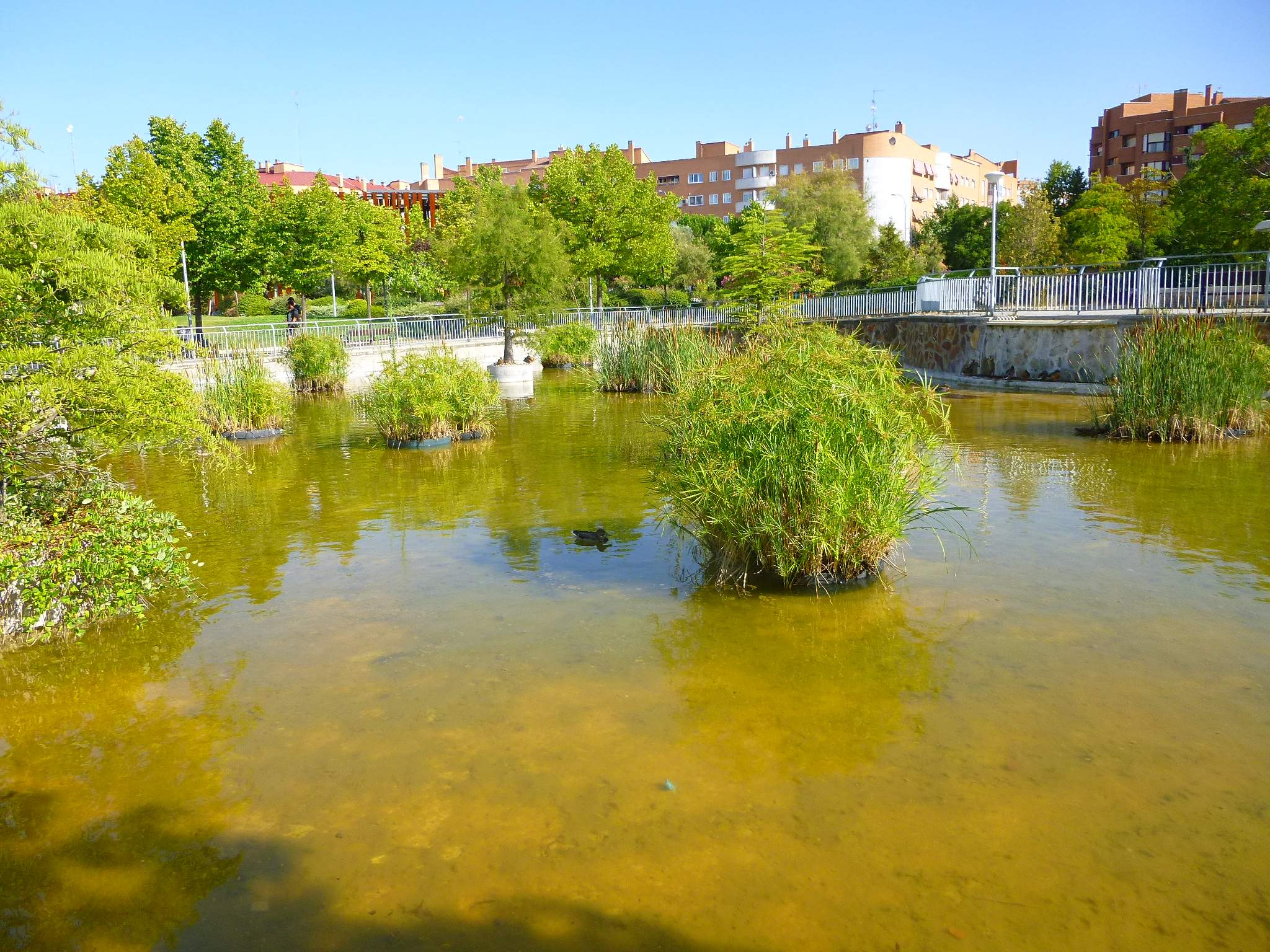
Parque de la Ribota

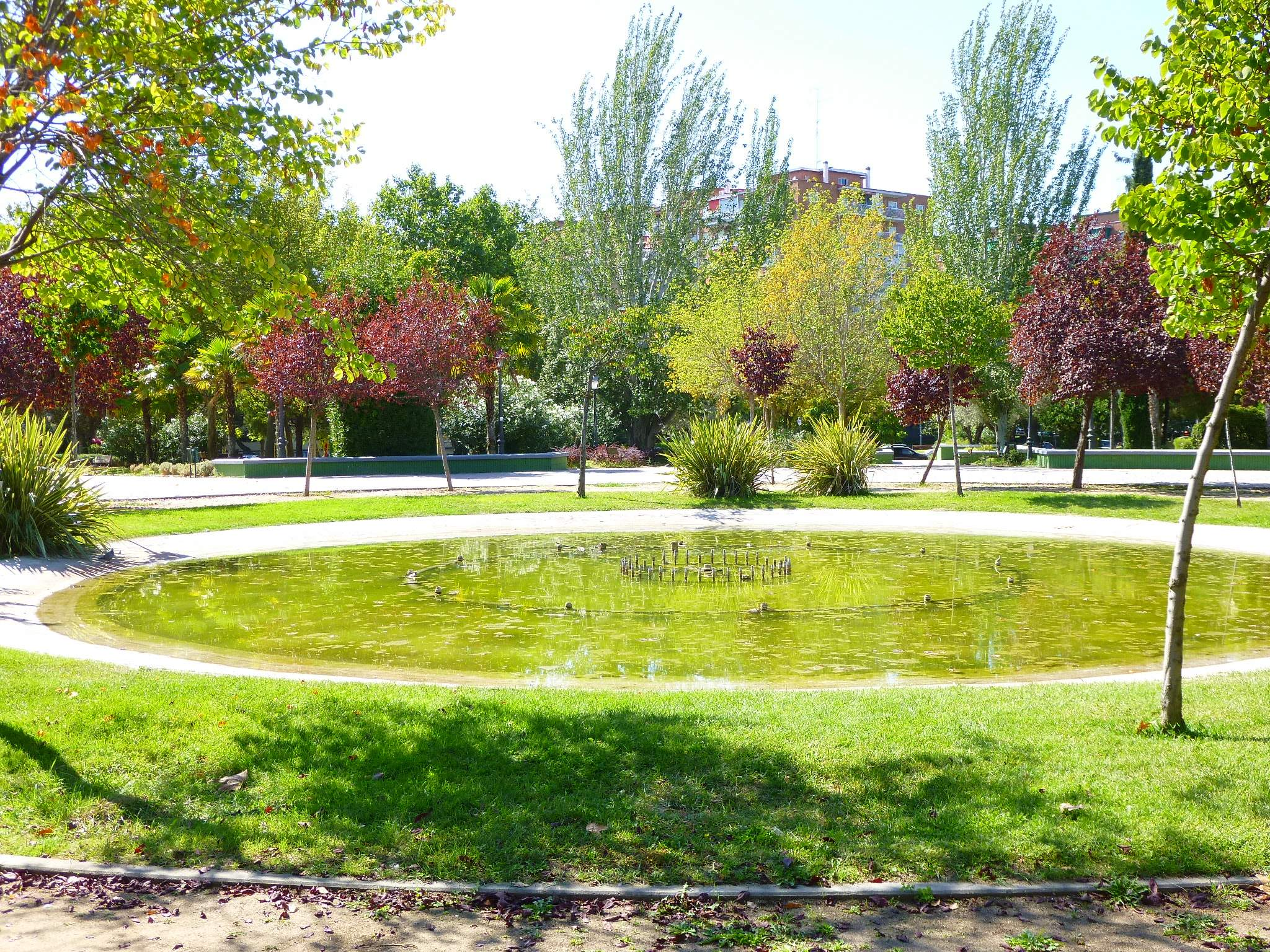
Parque de los Castillos

En Alcorcón se da un clima mediterráneo continentalizado. La distancia a la costa más cercana es de 300 km en línea recta y esta casi totalmente aislado de este por cadenas montañosas. Los inviernos son fríos, con olas de frío ocasionales en las que las mínimas descienden de 0 °C (heladas frecuentes). Por otra parte, los veranos son muy calurosos, siendo frecuente que las máximas superen los 35 °C y raramente los 40 °C. Las temperaturas mínima y máxima absolutas anuales pueden variar en casi 50 °C. La temperatura media anual es de unos 15 °C.
Las precipitaciones superan los 400 mm anuales, y los meses previos y posteriores al verano son los más lluviosos. El verano es la época más seca, con sequías que provocan el estiaje de los arroyos.
Ocasionalmente se dan brumas y nieblas, sobre todo durante el invierno. Las rachas de viento fuerte (más de 50 km/h) se dan durante todo el año también de forma ocasional. El principal riesgo climatológico que se da en la localidad son las olas de frío y sobre todo las de calor. Alcorcón tiene entre 2500 y 3000 horas de sol anuales.
La ciudad sufre problemas de contaminación atmosférica, debido principalmente al tráfico rodado, estos efectos se ven agravados por la ausencia de días sin viento ni precipitaciones.
| Parámetros climáticos promedio de Observatorio de Aeropuerto de Madrid-Cuatro Vientos (690 m s. n. m.) (Periodo de referencia: 1981-2010) | Parámetros climáticos promedio de Observatorio de Aeropuerto de Madrid-Cuatro Vientos (690 m s. n. m.) (Periodo de referencia: 1981-2010) | Parámetros climáticos promedio de Observatorio de Aeropuerto de Madrid-Cuatro Vientos (690 m s. n. m.) (Periodo de referencia: 1981-2010) | Parámetros climáticos promedio de Observatorio de Aeropuerto de Madrid-Cuatro Vientos (690 m s. n. m.) (Periodo de referencia: 1981-2010) | Parámetros climáticos promedio de Observatorio de Aeropuerto de Madrid-Cuatro Vientos (690 m s. n. m.) (Periodo de referencia: 1981-2010) | Parámetros climáticos promedio de Observatorio de Aeropuerto de Madrid-Cuatro Vientos (690 m s. n. m.) (Periodo de referencia: 1981-2010) | Parámetros climáticos promedio de Observatorio de Aeropuerto de Madrid-Cuatro Vientos (690 m s. n. m.) (Periodo de referencia: 1981-2010) | Parámetros climáticos promedio de Observatorio de Aeropuerto de Madrid-Cuatro Vientos (690 m s. n. m.) (Periodo de referencia: 1981-2010) | Parámetros climáticos promedio de Observatorio de Aeropuerto de Madrid-Cuatro Vientos (690 m s. n. m.) (Periodo de referencia: 1981-2010) | Parámetros climáticos promedio de Observatorio de Aeropuerto de Madrid-Cuatro Vientos (690 m s. n. m.) (Periodo de referencia: 1981-2010) | Parámetros climáticos promedio de Observatorio de Aeropuerto de Madrid-Cuatro Vientos (690 m s. n. m.) (Periodo de referencia: 1981-2010) | Parámetros climáticos promedio de Observatorio de Aeropuerto de Madrid-Cuatro Vientos (690 m s. n. m.) (Periodo de referencia: 1981-2010) | Parámetros climáticos promedio de Observatorio de Aeropuerto de Madrid-Cuatro Vientos (690 m s. n. m.) (Periodo de referencia: 1981-2010) | Parámetros climáticos promedio de Observatorio de Aeropuerto de Madrid-Cuatro Vientos (690 m s. n. m.) (Periodo de referencia: 1981-2010) |
| Mes | Ene. | Feb. | Mar. | Abr. | May. | Jun. | Jul. | Ago. | Sep. | Oct. | Nov. | Dic. | Anual |
| --- | --- | --- | --- | --- | --- | --- | --- | --- | --- | --- | --- | --- | --- |
| Temp. máx. abs. (°C) | 20.6 | 22.4 | 26.8 | 30.4 | 35.6 | 39.6 | 40.6 | 40.6 | 38.6 | 30.7 | 24.0 | 19.6 | 40.6 |
| Temp. máx. media (°C) | 10.4 | 12.5 | 16.5 | 18.3 | 22.6 | 28.9 | 32.8 | 32.2 | 27.3 | 20.4 | 14.3 | 10.7 | 20.6 |
| Temp. media (°C) | 6.0 | 7.6 | 10.8 | 12.6 | 16.5 | 22.2 | 25.6 | 25.1 | 21.0 | 15.2 | 9.8 | 6.7 | 14.9 |
| Temp. mín. media (°C) | 1.6 | 2.7 | 5.1 | 6.8 | 10.4 | 15.4 | 18.3 | 18.1 | 14.6 | 9.9 | 5.4 | 2.7 | 9.3 |
| Temp. mín. abs. (°C) | −8.0 | −7.4 | −5.6 | −4.0 | −1.2 | 3.6 | 5.8 | 9.2 | 4.6 | 1.2 | −4.0 | −7.5 | −8.0 |
| Precipitación total (mm) | 33.9 | 34.7 | 25.1 | 43.3 | 49.5 | 24.5 | 11.8 | 11.3 | 24.0 | 59.7 | 56.7 | 52.9 | 427.5 |
| Días de precipitaciones (≥ 1 mm) | 5.6 | 5.3 | 4.2 | 6.7 | 7.2 | 3.2 | 1.6 | 1.4 | 3.2 | 6.9 | 6.7 | 6.8 | 58.8 |
| Días de nevadas (≥ ) | 1.3 | 1.4 | 0.4 | 0.3 | 0.0 | 0.0 | 0.0 | 0.0 | 0.0 | 0.0 | 0.1 | 0.9 | 4.5 |
| Horas de sol | 158.0 | 173.0 | 220.8 | 237.6 | 279.8 | 315.6 | 363.5 | 335.4 | 250.2 | 202.7 | 160.7 | 135.0 | 2837.9 |
| Humedad relativa (%) | 75 | 67 | 57 | 56 | 53 | 43 | 36 | 39 | 49 | 65 | 73 | 77 | 58 |
| Fuente: Agencia Estatal de Meteorología                                                                                                   | | | | | | | | | | | | | |

### Fauna y flora
En las afueras de la ciudad se pueden observar diversas especies de herbáceas y arbustos autóctonos que comienzan a desarrollarse libremente, formando pastizales mediterráneos con una gran diversidad de especies, tales como la retama, claros ejemplo son las zonas llamadas «Retablo» lindante a la Venta de la Rubia, o el «Campo de tiro», al norte del municipio y lindante al polígono del Ventorro del cano. Ambas zonas han sido declaradas por la Comunidad de Madrid como terreno forestal protegido.
El parque de Las Presillas es el gran valor ecológico del municipio. Cuenta con vegetación de ribera en el arroyo Butarque, un cartesiano pinar de repoblación y un particular grupo de alcornoques autóctonos (catalogada como fuente semillera por la CAM), y que junto con el urbanizado Alcornocal de Viña Grande conforman el patrimonio natural autóctono de Alcorcón.
En cuanto a la fauna, en la ciudad y alrededores se compone de aves de mediano y pequeño tamaño; en el núcleo urbano son frecuentes el gorrión común, paloma bravía, tórtola turca, mirlo común, urraca común, estornino, etc. En las afueras y parques se pueden observar también especies como la abubilla, pito real, perdiz roja, diversas especies de paseriformes (como ruiseñor, herrerillo, verderon, etc) o cernícalo vulgar. En el parque de las Presillas, la fauna es mucho más rica, especialmente en aves acuáticas, tanto residentes durante todo el año (ánade real) como temporales (cormorán grande) y mamíferos como la liebre ibérica.
Algunas especies animales, como anfibios o aves rapaces, antaño comunes en la zona, hoy en día son mucho menos frecuentes. Aún pueden verse algunas rapaces de pequeño tamaño en las afueras de la ciudad, y raramente ratoneros, milanos, águilas que sobrevuelan el término municipal durante sus viajes en busca de alimento; también es relativamente frecuente la salamanquesa. Existen animales foráneos como la cotorra argentina o la cotorra de Kramer localizados en hábitats donde realizan un desarrollo normal.

## Demografía
Alcorcón cuenta con una población de 173 625 habitantes (INE 2024).
| Gráfica de evolución demográfica de Alcorcón entre 1842 y 2021                                                      |
| |
| Población de derecho según los censos de población del INE Población de hecho según los censos de población del INE |

La población de Alcorcón ha experimentado un fuerte crecimiento a lo largo de la segunda mitad del siglo XX. Durante toda la Edad Media y hasta 1900, la población rondaba entre los 300 y 800 habitantes. En 1950 la población era de 759, en 1970 de 46 073, en 1981 de 140 657, y en 1991 de 139 641 habitantes. Los datos reflejan un crecimiento masivo de población ocurrido a partir de 1960 hasta la actualidad. Actualmente, Alcorcón es un claro ejemplo de ciudad dormitorio en que cerca de la mitad de su población trabaja en Madrid, aunque por lo demás mantiene cierto grado de independencia de la capital.
Alcorcón, ocupa el puesto 40 en el orden de ciudades más pobladas de España, detrás de Castellón de la Plana y delante de San Cristóbal de la Laguna. En la Comunidad de Madrid es la séptima ciudad más poblada, detrás de Getafe y delante de Parla. El gentilicio de Alcorcón es alcorconero. Los códigos postales de la ciudad son: 28921 - 28922 - 28923 - 28924 - 28925.
El municipio, que tiene una superficie de 33,73 km², cuenta según el padrón municipal para 2024 del INE con 173 625 habitantes y una densidad de población de 5147,49 hab./km².

## Economía
La economía a lo largo de la historia de Alcorcón ha sido agrícola: el sector primario fue el más importante durante gran parte de su historia. A principios del siglo XX aparecieron en el municipio las primeras fábricas, pero no fue hasta la segunda mitad de ese siglo que la industria se desarrolló más notablemente. En la década de 1960 el sector industrial empieza a cobrar importancia.
Hoy en día la economía en el municipio depende en parte de su industria. La ciudad cuenta con tres polígonos industriales repartidos en las zonas periféricas (polígono industrial Urtinsa, Polígono de San José de Valderas y polígono industrial Ventorro del Cano).
El sector servicios comenzó a despuntar a finales de los años ochenta con la creación de nuevos centros comerciales y de ocio, y las nuevas oficinas instaladas en el centro urbano. Actualmente este sector está en constante crecimiento.
El peso de la agricultura en la economía local se ve ya muy reducido, aunque la zona este del término municipal conserva buenas extensiones de cultivo de secano y regadío. El cultivo predominante es el trigo, y existen pequeñas extensiones de olivo, vid y huertas. La ganadería esta prácticamente desaparecida. Los vinos que se elaboran en Getafe reciben la Denominación de Origen de Vinos de Madrid y se enmarcan dentro de la Subzona Arganda, que abarca todo el sureste de la Comunidad de Madrid.
La renta per cápita media de los habitantes de Alcorcón en el año 2012 era de 14 835,77 €, por debajo de la media de la Comunidad de Madrid, que era de 17 349,70 €.

## Administración y política
El Ayuntamiento de Alcorcón es el órgano de gobierno que se encarga de regir el municipio. La corporación del pleno de Alcorcón está formada por 27 concejales, de tal forma que la mayoría absoluta del pleno sean 14 concejales. El ayuntamiento celebra plenos ordinarios cada mes, aunque con frecuencia también se reúne en plenos extraordinarios con el fin de debatir temas y problemas que afectan al municipio.
La junta de gobierno está compuesta por los tenientes de alcalde y otros concejales y directores generales nombrados por el alcalde. El ayuntamiento se estructura en diferentes áreas: Hacienda, empleo, economía, transporte, cultura, deportes, participación, educación, servicios sociales, familia, mayores, recursos humanos, urbanismo y medio ambiente.

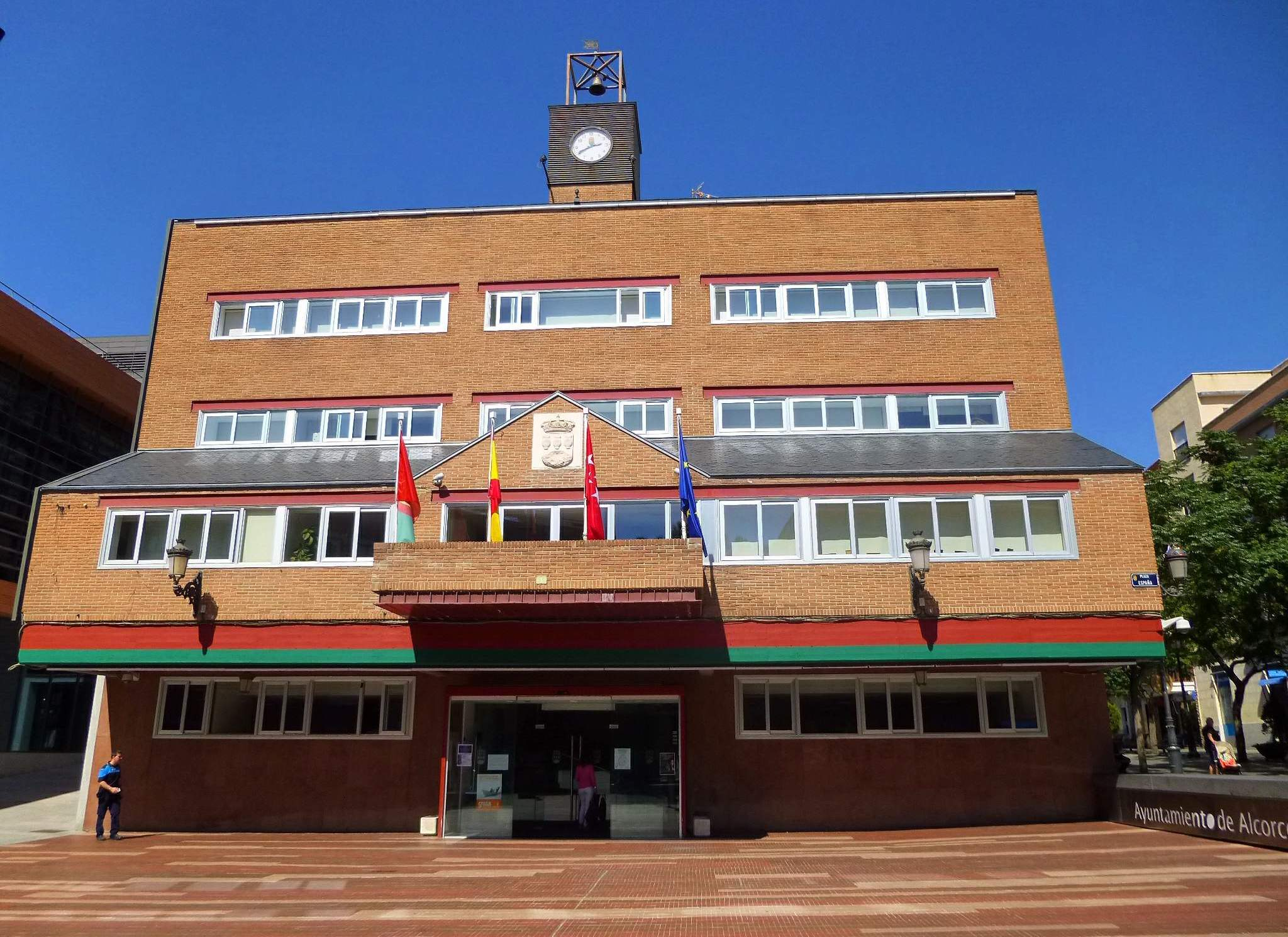
Ayuntamiento de Alcorcón

Las primeras elecciones tras el fin del franquismo se realizaron el 3 de abril de 1979, siendo investido como alcalde el socialista José Aranda Catalán.
Por la alcaldía de Alcorcón han pasado, hasta la actualidad, 6 regidores. El mínimo al frente del Ayuntamiento ha sido una legislatura y el máximo tres. El alcalde popular Joaquín Vilumbrales, quien ganó las elecciones municipales de junio de 1999, solo estuvo al frente del Gobierno municipal tres meses, ya que falleció el 9 de septiembre de ese mismo año víctima de un cáncer linfático.
La actual alcaldesa es la socialista Candelaria Testa Romero, regidora de la ciudad desde junio de 2023. Hasta la actualidad, su primera legislatura. 
| Periodo   | Nombre                         | Partido | Partido                                  |
| --------- | ------------------------------ | ------- | ---------------------------------------- |
| 1979-1991 | José Aranda Catalán            |         | Partido Socialista Obrero Español (PSOE) |
| 1991-1999 | Jesús Salvador Bedmar          |         | Partido Socialista Obrero Español (PSOE) |
| 1999-1999 | Joaquín Vilumbrales            |         | Partido Popular (PP)                     |
| 1999-2003 | Pablo Zúñiga Alonso            |         | Partido Popular (PP)                     |
| 2003-2011 | Enrique Cascallana Gallastegui |         | Partido Socialista Obrero Español (PSOE) |
| 2011-2019 | David Pérez García             |         | Partido Popular (PP)                     |
| 2019-2023 | Natalia de Andrés del Pozo     |         | Partido Socialista Obrero Español (PSOE) |
| 2023-act. | Candelaria Testa Romero        |         | Partido Socialista Obrero Español (PSOE) |

| Partido político                         | 2023               | 2023               | 2023               | 2019        | 2019        | 2019        | 2015   | 2015  | 2015       | 2011   | 2011  | 2011       | 2007   | 2007  | 2007       |
| Partido político                         | Votos              | %                  | Concejales         | Votos       | %           | Concejales  | Votos  | %     | Concejales | Votos  | %     | Concejales | Votos  | %     | Concejales |
| Partido Popular (PP)                     | 35 044             | 38,79              | 11                 | 17 280      | 19,77       | 6           | 26 955 | 31,53 | 10         | 41 335 | 49,53 | 15         | 35 567 | 43    | 12         |
| Partido Socialista Obrero Español (PSOE) | 23 390             | 25,89              | 8                  | 25 598      | 29,29       | 9           | 21 051 | 24,62 | 7          | 26 806 | 32,12 | 9          | 39 487 | 47,74 | 14         |
| Ganar Alcorcón-Podemos                   | 14 181             | 15,69              | 4                  | 15 477      | 17,71       | 5           | 15 060 | 17,62 | 5          | —      | —     | —          | —      | —     | —          |
| Vox                                      | 8273               | 9,15               | 2                  | 6052        | 6,92        | 2           | —      | —     | —          | —      | —     | —          | —      | —     | —          |
| Más Madrid                               | 6599               | 7,3                | 2                  | 4117        | 4,71        | 0           | —      | —     | —          | —      | —     | —          | —      | —     | —          |
| Ciudadanos (CS)                          | 1300               | 1,43               | 0                  | 16 692      | 19,1        | 5           | 11 005 | 12,87 | 4          | —      | —     | —          | —      | —     | —          |
| Izquierda Unida-Los Verdes (IU-LV)       | Con Ganar Alcorcón | Con Ganar Alcorcón | Con Ganar Alcorcón | Con Podemos | Con Podemos | Con Podemos | 5130   | 6,00  | 1          | 7544   | 9,04  | 2          | 4847   | 5,86  | 1          |
| Unión Progreso y Democracia (UPyD)       | —                  | —                  | —                  | —           | —           | —           | 3464   | 4,05  | 0          | 5069   | 6,07  | 1          | —      | —     | —          |

## Servicios

### Sanidad
La sanidad pública en Alcorcón está gestionada principalmente por competencias autonómicas mediante la Consejería de Sanidad de la Comunidad de Madrid, mediante el Servicio Madrileño de Salud.
El municipio cuenta con el Hospital Universitario Fundación Alcorcón, perteneciente a la Consejería de Sanidad, que atiende a una población superior a los 250 000 habitantes de la zona sur de la Comunidad de Madrid desde el año 1997.
| Centro hospitalario o de salud                                | Tipo    | Dirección                              |
| ------------------------------------------------------------- | ------- | -------------------------------------- |
| Hospital Universitario Fundación Alcorcón                     | Público | C/ Budapest, n.º 1, C.P. 28922         |
| Hospital Quirónsalud Sur                                      | Privado | C/ Estambul, n.º 30, C.P. 28922        |
| C.S. La Rivota                                                | Público | C/ Las Palmeras s/n, C.P. 28922        |
| C.S. Gregorio Marañón                                         | Público | C/ Escolares s/n, C.P. 28923           |
| C.S. Ramón y Cajal                                            | Público | C/ Jabonería n.º 67, C.P. 28921        |
| C.S. Miguel Servet                                            | Público | C/ Don Benito n.º 2, C.P. 28922        |
| C.S. Doctor Trueta                                            | Público | Plaza de las Fraguas n.º 8, C.P. 28921 |
| C.S. Los Castillos                                            | Público | C/ Carballino n.º 25, C.P. 28925       |
| C.S. Pedro Laín Entralgo                                      | Público | Avda/ Libertad n.º 2, C.P. 28924       |
| Fuente: Ministerio de Sanidad, Servicios Sociales e Igualdad. |         |                                        |

### Educación

#### Infantil, primaria y secundaria
Alcorcón cuenta con 24 centros de educación infantil (9 públicos y 15 privados), 20 colegios públicos de educación infantil y primaria, 11 institutos de educación secundaria. Uno de ellos, el instituto Prado Santo Domingo, cuenta con bachillerato de excelencia. A los centros de educación infantil, primaria y secundaria, hay que añadir 11 centros educativos privados (con y sin concierto educativo), siendo el municipio con más centros privados del sur de Madrid. Destacan los colegios Trinitarios, La Inmaculada y el Amor de Dios, instalados hacia 1960. En la ciudad hay también cuatro centros de formación profesional de primer y segundo ciclo.

#### Universidades
Alcorcón cuenta con dos instalaciones universitarias, la de la Universidad Nacional de Educación a Distancia y la de la Universidad Rey Juan Carlos.

##### Universidad Nacional de Educación a Distancia
Es un aula universitaria de la UNED, que depende del Centro Asociado Madrid Sur. La presencia de la UNED en Alcorcón se remonta al curso 2004-2005. El Centro Asociado Madrid Sur cuenta con más de 8000 alumnos matriculados, más de 900 de ellos en Alcorcón. Las instalaciones se encuentran en un edificio cedido por el ayuntamiento en la calle Escolares s/n (junto al recinto ferial).

##### Universidad Rey Juan Carlos
El Campus de Alcorcón alberga la sede de la Facultad de Ciencias de la Salud desde 1998. No obstante, en el campus también se imparten estudios pertenecientes a la Facultad de Ciencias Jurídicas y Sociales, así como, a la Escuela Técnica Superior de Ingeniería de Telecomunicación.

### Seguridad ciudadana
Alcorcón cuenta desde julio de 2009 con un Centro Unificado de Seguridad ubicado en la calle Alfredo Nobel número 10 que aúna en un mismo edificio los cuerpos de policía municipal, Policía Nacional, bomberos y protección civil. Esto permite un grado de coordinación y de eficiencia muy alto entre ellos. Situado cerca de la avenida de las Retamas, en el nuevo barrio del Ensanche Sur.

### Transporte

#### Carreteras

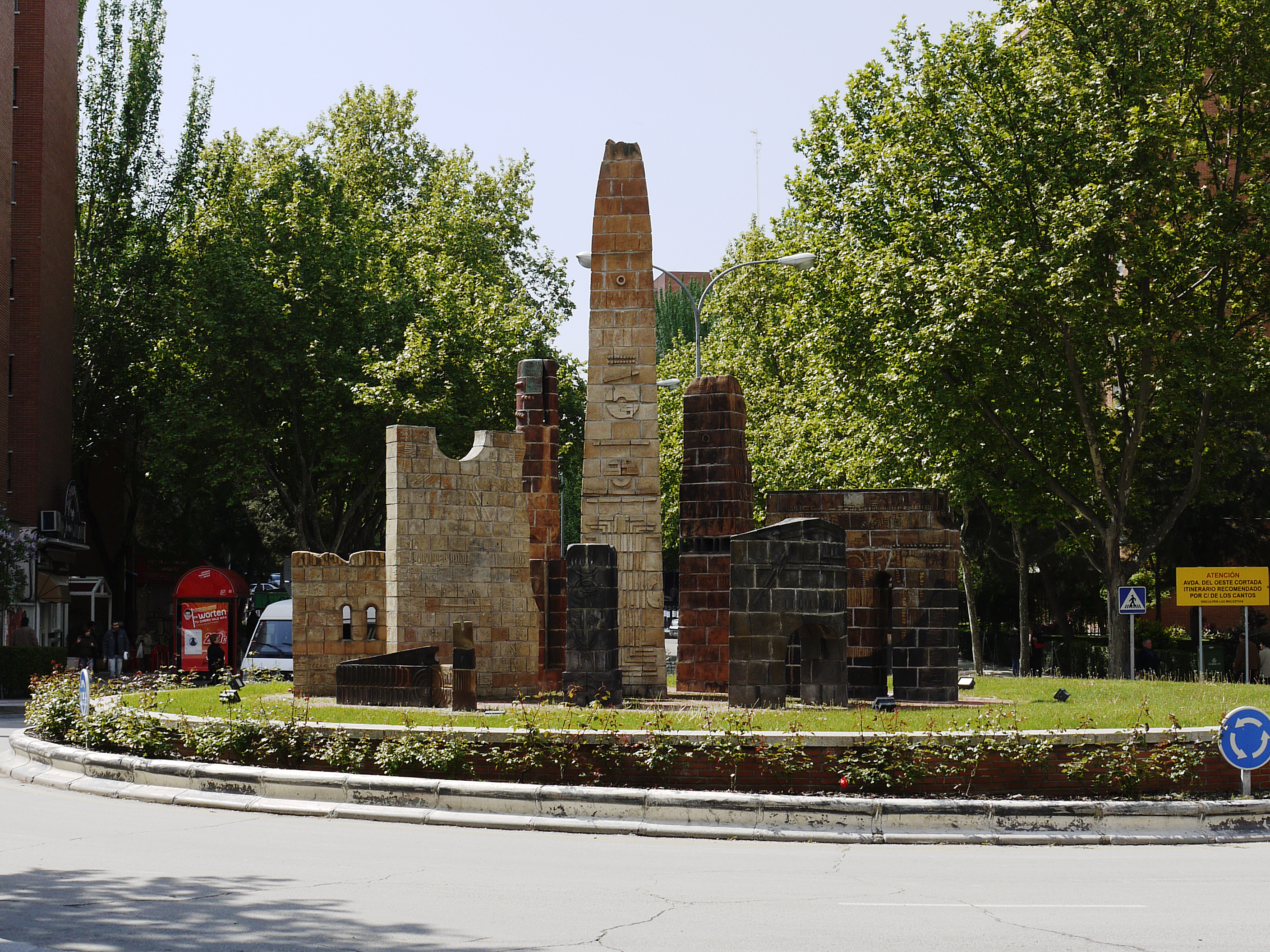
Glorieta calles Cisneros y Cáceres

| Identificador       | Salidas |
| ------------------- | --- |
| A-5                 | Madrid - Badajoz: salidas al municipio (San José de Valderas, Alcorcón, Tres Aguas, Parque Oeste)                                                 |
| M-40                | San José de Valderas, Alcorcón y Ventorro del Cano                                                                                                |
| M-50                | Ensanche Sur, avenida de Móstoles, Parque Oeste y Campodón-Tres Aguas                                                                             |
| M-406               | A-4 Getafe - A-5 M-40 Alcorcón: polígono industrial Urtinsa, San José de Valderas y avenidas de los Castillos y Lisboa.                           |
| R-5                 | M-40 Madrid - A-5 Navalcarnero: sin acceso directo a Alcorcón                                                                                     |
| M-506               | M-501 Villaviciosa de Odón - A-3 Arganda del Rey: Campodón-Tres Aguas, Parque Oeste-Fuente Cisneros, avenida de Móstoles y Ensanche Sur           |
| M-501               | M-40 Madrid - San Martín de Valdeiglesias - CL-501 : Ventorro del Cano                                                                            |
| M-501a              | A-5 - M-506 : comunica la A-5 en San José de Valderas con la M-50 y M-506 , así como da acceso al barrio de Campodón                              |
| Otros enlaces       | salidas |
| Avenida de Móstoles | comunica Móstoles con Alcorcón, es el antiguo trazado de la N-V a su paso por estas dos localidades                                               |
| Avenida 1.º de Mayo | comunica Móstoles, la M-50 y el barrio de La Princesa con Alcorcón. Este barrio pertenece a Alcorcón pero ubicado en el casco urbano de Móstoles. |

#### Metro y metro ligero

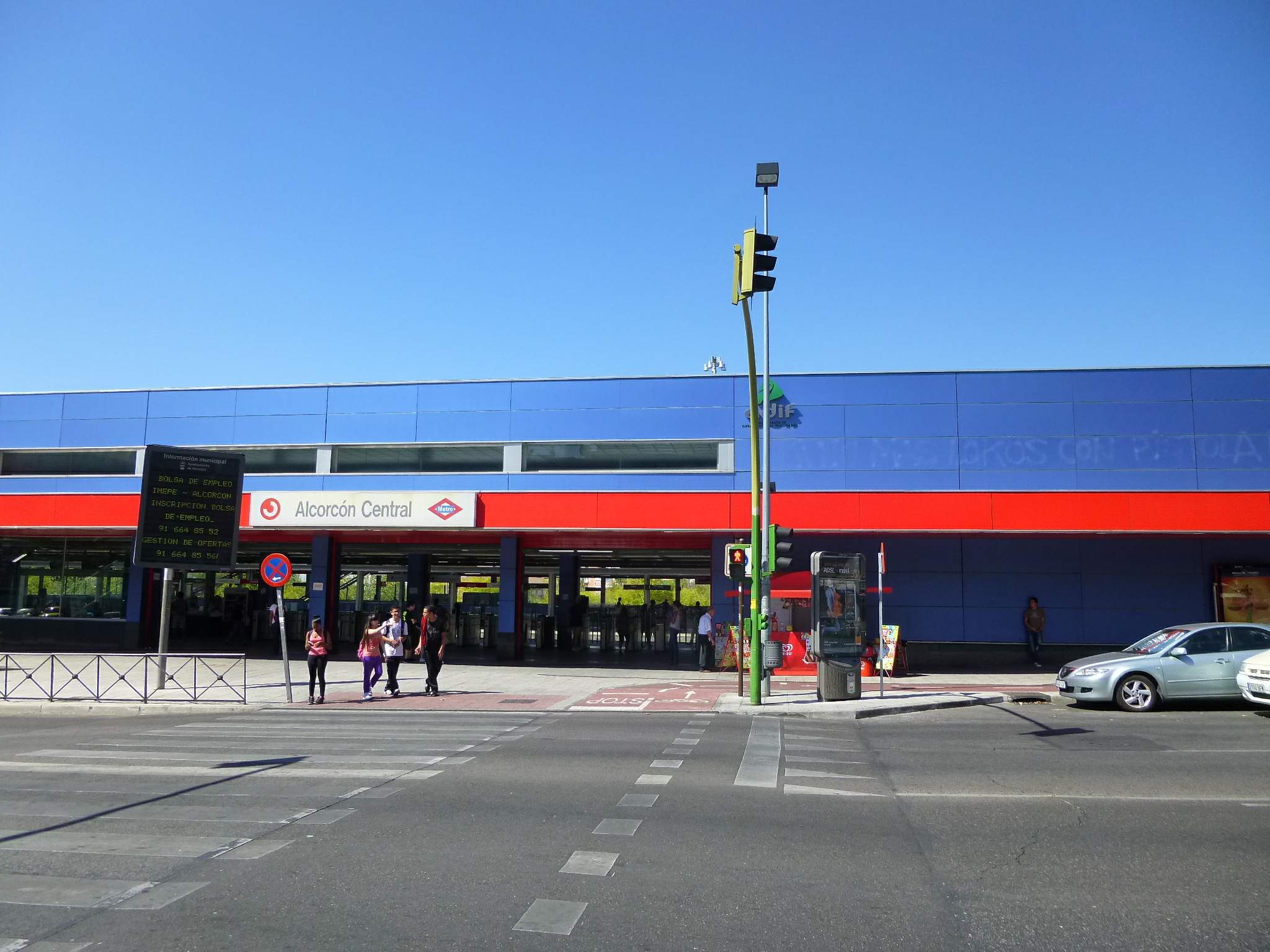
Estación de Alcorcón Central

El 11 de abril de 2003, junto al tramo de las estaciones de Cuatro Vientos a Puerta del Sur de la línea 10 se inauguró la línea 12 del Metro de Madrid. La construcción de la línea supuso el inicio de una red de transportes no concéntrica alrededor del Madrid. Por primera vez se unían por ferrocarril los cinco más importantes municipios del sur de la Comunidad de Madrid (Alcorcón, Móstoles, Getafe, Leganés y Fuenlabrada), sin la necesidad de pasar por Madrid capital.
La línea 12 comienza y acaba en la estación de Puerta del Sur, donde se encuentra el intercambiador que conecta con la línea 10. Esta es la única estación de la red que conecta con otra línea. A su vez, en el término municipal se encuentra la estación de Joaquín Vilumbrales, perteneciente a la línea 10 y las estaciones de Montepríncipe (que da servicio a la urbanización homónima) y Ventorro del Cano (que da servicio al polígono industrial homónimo), pertenecientes a la línea de Metro Ligero 3 y situadas lejos del núcleo urbano.
|       |                                                                  |              |            |               |  |  |
| Línea | Terminales en el municipio                                       | Tipo         | Estaciones | Longitud (km) |  |  |
|       | Joaquín Vilumbrales - Puerta del Sur                             | Metro        | 31         | 36,50         |  |  |
|       | Parque Lisboa - Alcorcón Central - Puerta del Sur - Parque Oeste | Metro        | 28         | 41            |  |  |
|       | Montepríncipe - Ventorro del Cano                                | Metro ligero | 16         | 13,70         |  |  |

#### Ferrocarril
Atraviesa el municipio la línea C-5, que une Alcorcón con Madrid, Móstoles, Leganés, Fuenlabrada y Humanes de Madrid con tres estaciones dentro del casco urbano:
- San José de Valderas: situada en el distrito Norte, junto al centro comercial homónimo, da servicio al barrio homónimo.
- Alcorcón (correspondencia con línea 12 de Metro): situada cerca del centro urbano, da servicio al distrito Centro.
- Las Retamas: situada en la avenida de Móstoles, da servicio al Parque Oeste y al barrio de Las Retamas.

| Línea | Recorrido                                         | Km | Frecuencias    | Material Rodante | Estaciones |
| ----- | ------------------------------------------------- | -- | -------------- | ---------------- | ---------- |
|       | Móstoles-El Soto - Atocha - Fuenlabrada - Humanes | 45 | 5 - 10 minutos | 446              | 23         |

#### Autobús
| Línea | Recorrido                                                                   | Operador                  |
| ----- | --------------------------------------------------------------------------- | ------------------------- |
| 450   | Getafe - Leganés - Alcorcón                                                 | Avanza Movilidad Integral |
| 510   | Alcorcón - Villaviciosa de Odón (El Bosque)                                 | Arriva Madrid             |
| 510A  | Madrid (Colonia Jardín) - Villaviciosa de Odón                              | Arriva Madrid             |
| 510B  | Alcorcón Central - Villaviciosa de Odón (Universidad Europea)               | Arriva Madrid             |
| 511   | Madrid (Príncipe Pío) - Alcorcón (por Parque Lisboa)                        | Arriva Madrid             |
| 512   | Madrid (Príncipe Pío) - Alcorcón (por c/Cantos)                             | Arriva Madrid             |
| 513   | Madrid (Príncipe Pío) - Alcorcón (Polígono Industrial Urtinsa)              | Arriva Madrid             |
| 514   | Madrid (Príncipe Pío) - Alcorcón (Los Castillos)                            | Arriva Madrid             |
| 516   | Madrid (Príncipe Pío) - Alcorcón (por Universidad Rey Juan Carlos)          | Arriva Madrid             |
| 517   | Madrid (Cuatro Vientos) - Alcorcón (Fuente Cisneros)                        | Arriva Madrid             |
| 518   | Madrid (Príncipe Pío) - Villaviciosa de Odón                                | Arriva Madrid             |
| 520   | Alcorcón - Móstoles                                                         | Arriva Madrid             |
| 535   | Alcorcón (Alcorcón Central) - Urbanización Calypo-Fado                      | CEVESA                    |
| 551   | Madrid (Príncipe Pío) - San Martín de Valdeiglesias - El Tiemblo / Cebreros | CEVESA                    |
| 560   | Pozuelo de Alarcón - Alcorcón                                               | Avanza Movilidad Integral |
| 581   | Madrid (Príncipe Pío) - Brunete - Quijorna                                  | Auto Periferia            |
| N501  | Madrid (Príncipe Pío) - Alcorcón - Móstoles                                 | Arriva Madrid             |
| N502  | Madrid (Príncipe Pío) - Alcorcón                                            | Arriva Madrid             |
| N504  | Madrid (Príncipe Pío) - Villaviciosa de Odón                                | Arriva Madrid             |
| 1     | Puerta del Sur - Fuente Cisneros                                            | Arriva Madrid             |
| 2     | Ondarreta - Prado de Santo Domingo (Circular)                               | Arriva Madrid             |
| 3     | Alcorcón Central - Parque el Lucero                                         | Arriva Madrid             |

#### Aeropuerto
Alcorcón se encuentra a 29,8 km al sur del Aeropuerto de Madrid-Barajas (el principal aeropuerto de Madrid). Colinda, a su vez, con el aeropuerto de Madrid-Cuatro Vientos.

## Monumentos y lugares de interés

### Iglesia de Santa María la Blanca

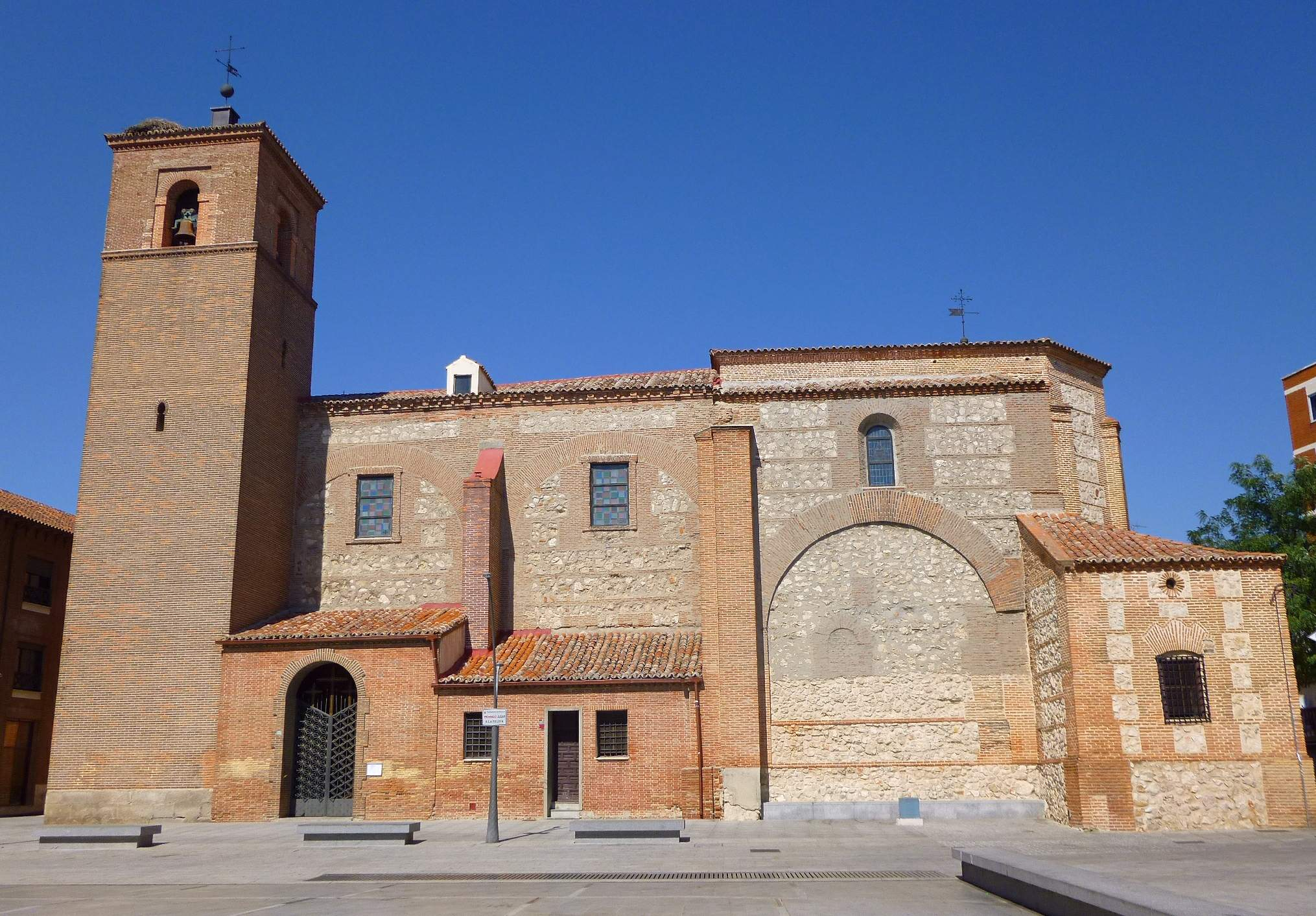
Iglesia de Santa María la Blanca

Alcorcón posee una iglesia antigua llamada Santa María la Blanca. Se dice que la iglesia se construyó sobre una mezquita medieval. Sin embargo, ningún resto del periodo islámico ha sido encontrado. Las primeras referencias están en las Relaciones de Felipe II, y la actual iglesia puede fecharse entre finales del siglo XVI y principios del siglo XVII para la cabecera y el ábside, y finalizó su construcción en el siglo XVIII. La fecha más antigua que aparece en ella es la de una lápida sepulcral (3 de julio de 1595) que está bajo el actual pavimento.
Fue declarada Bien de Interés Cultural el 10 de junio de 1993.
En septiembre de 2015, durante unas obras de restauración de la iglesia, se descubrió el solado original de la misma.

### Castillos de Valderas y MAVA

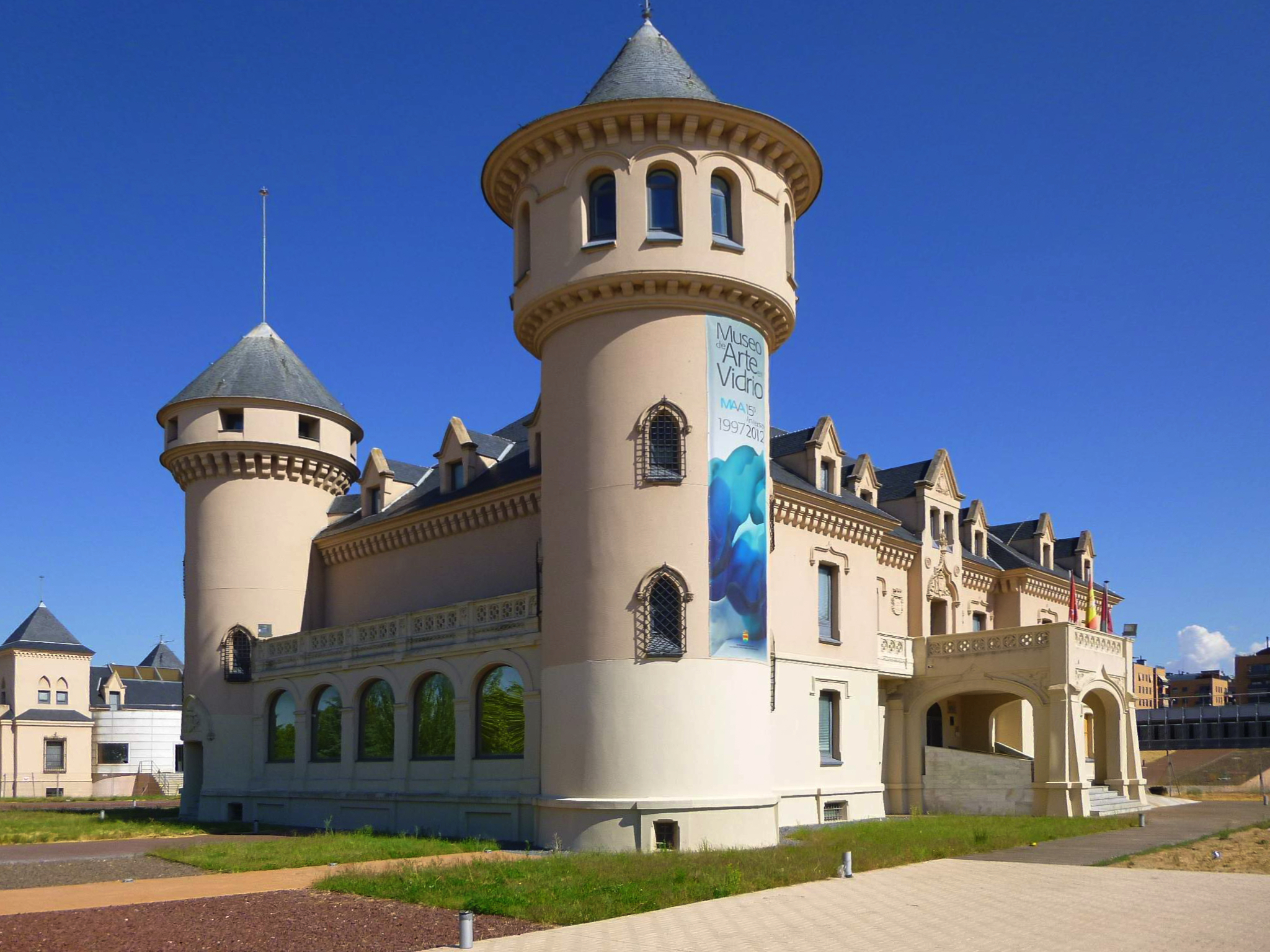
Castillos de Valderas y Museo de Arte de Vidrio de Alcorcón (MAVA)

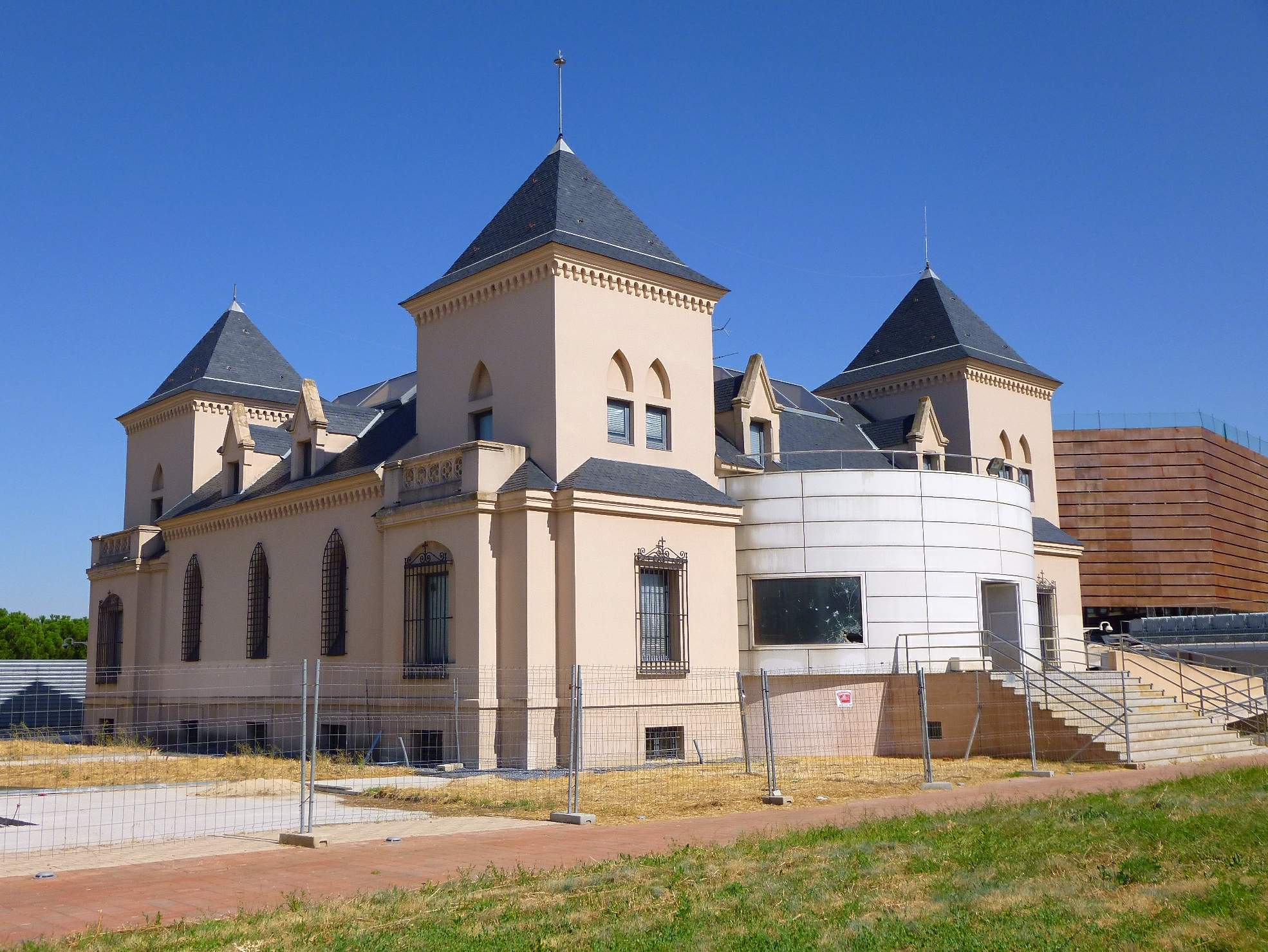
Castillos de Valderas y Museo de Arte de Vidrio de Alcorcón (MAVA)

Los Castillos de Valderas fueron construidos a principios del siglo XX. Hacia 1915 fue destinado al regimiento de artillería en Cuatro Vientos, dirigido por José Sanchiz de Quesada, marqués del Vasto, conde de Piedrabuena y Villaminaya, y conocido en Alcorcón como marqués de Valderas (por estar casado con Isabel Arróspide y Álvarez, marquesa de Valderas). Hacia 1916 compró unas fincas próximas a su regimiento y mandó construir unos «castillos» o palacios para vivir con su familia. Los edificios fueron encargados al arquitecto Luis Sainz de Terreros. El palacio principal, de estilo sajón, se inauguró en 1917. Al lado, construyó otros dos más pequeños, uno pequeño dedicado a capilla particular bajo la advocación de San José y otro destinado a la servidumbre.
Con el inicio de la Guerra Civil en 1936, los castillos fueron abandonados, siendo ocupados en noviembre de 1936 por los mandos del bando «nacional», dada su proximidad con el campamento de Carabanchel y la cercanía con los objetivos militares. En ellos se instalaron Francisco Franco y Emilio Mola para supervisar durante las semanas de noviembre y diciembre de aquel año las maniobras y las ofensivas de la Batalla de Madrid.
En 1958, María Jacinta Sanchíz de Arróspide (Madrid, 1908-2000) vende al empresario catalán Román Sanahuja Boch, de Sanahuja Constructora Sociedad Madrileña, S.A. los palacios y la finca recién heredadas tras la muerte de su padre en Gandía en 1952. En 1988 el Ayuntamiento de Alcorcón adquiere la titularidad de los edificios por cesión (pleno del 26 de febrero pto. 39/95) según el Proyecto de Compensación del barrio de San José de Valderas. Durante toda la década de los años 1980 los castillos estaban en un estado ruinoso (techos caídos, paredes desquebrajadas y sufría constantemente ocupaciones). El tercer castillo, destinado a caballerizas y cocheras, fue demolido en 1985 por el ayuntamiento -de manera subsidiaria- debido a su estado de ruina inminente así calificado por el arquitecto municipal. Sobre los otros dos castillos y una vez adquirida la titularidad, el ayuntamiento encargó un proyecto de reforma de los mismos a los arquitectos Enrique Fombella y Eduardo Paniagua, en enero de 1991. Las obras se iniciaron en 1992 y finalizaron en 1994. En la actualidad, el palacio principal alberga el Museo de Arte en Vidrio de Alcorcón. El edifidio que albergaba el antiguo oratorio, mucho más pequeño, está dedicado a actividades culturales siendo uno de los siete Centros Culturales de la red municipal. Con la celebración del centenario de la construcción, el comité de los actos, presidido por el alcalde de Alcorcón, David Pérez, la presidenta de Madrid, Cristina Cifuentes, y el marqués de Valderas, Hipólito Sanchiz y Álvarez de Toledo, solicitó la declaración de los castillos como Bien de Interés Cultural.

## Cultura

### Bibliotecas municipales
| Biblioteca             | Horario                                                            | Dirección                                         |
| ---------------------- | ------------------------------------------------------------------ | ------------------------------------------------- |
| Miguel Delibes         | lunes-viernes: 9:00-21:00                                          | C/ Iglesia, n.º 7                                 |
| Ciudad de Nejapa       | lunes-viernes: 15:00-21:00                                         | Calle de Los Robles c/v calle de Los Abedules     |
| Alcalde Jesús Salvador | lunes-viernes: 15:30-21:00                                         | C/ Ministro Fdez. Ordóñez c/v avenida de El Pinar |
| Almudena Grandes       | lunes-viernes: 9:00-21:00 sábado-domingo: 10:30-14:00; 16:00-20:00 | Avenida de Leganés n.º 31                         |
| José Hierro            | lunes-viernes: 9:00-21:00 sábado-domingo: 10:30-14:00; 16:00-20:00 | Avenida de Pablo Iglesias S/N                     |
| Joaquín Vilumbrales    | lunes-viernes: 9:00-21:00 sábado-domingo: 10:30-14:00; 16:00-20:00 | C/ Los Lirios, n.º 19                             |
| Bibliobus              | miércoles: 12:00 a 14:00                                           | C/ Príncipe D. Juan Carlos, esq. C/ Porto Cristo  |
| Bibliobus              | miércoles: 15:30 a 17:50                                           | Barrio de Campodón: avenida de la Caza n.º 21     |

### Fiestas

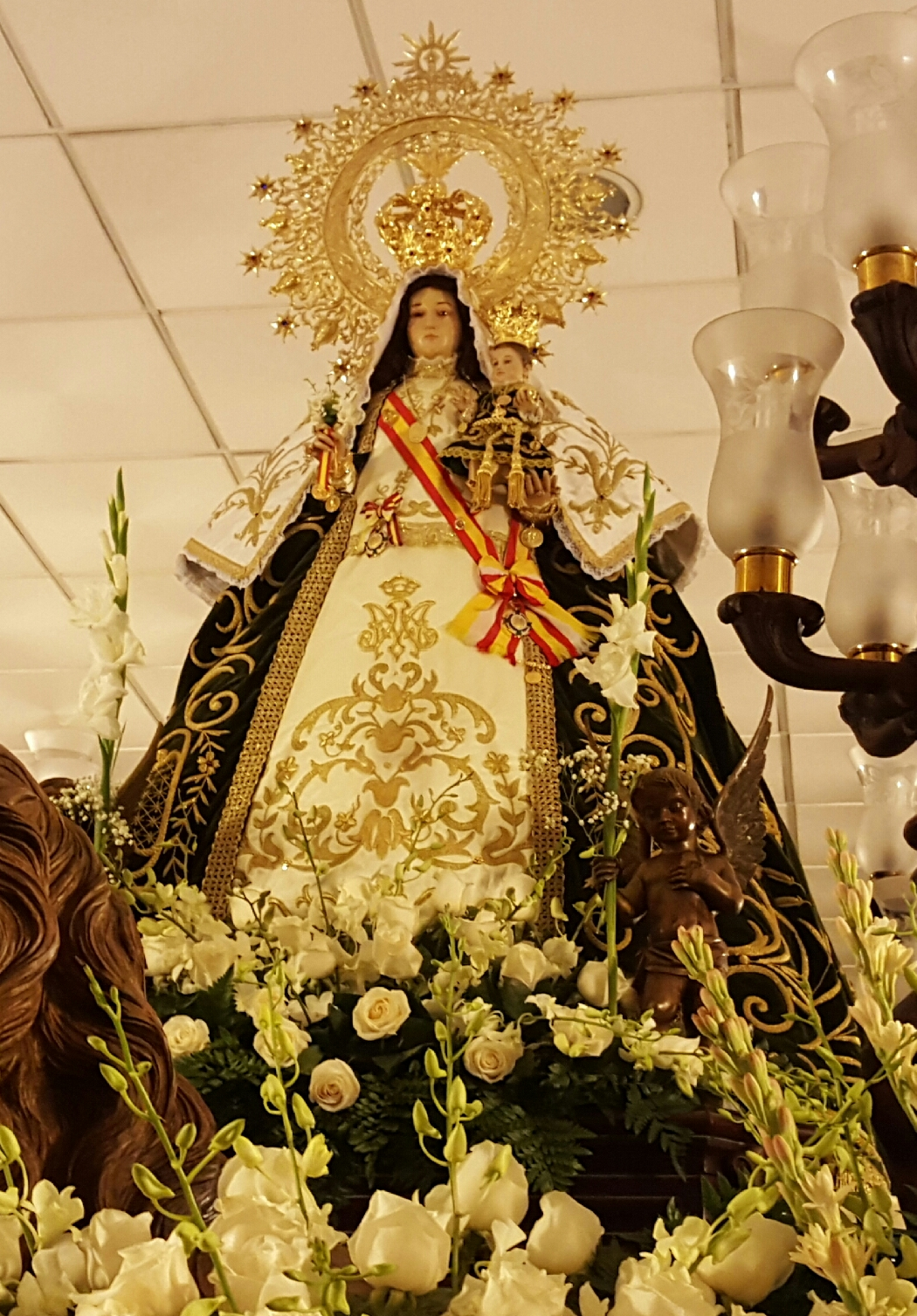
Imagen de la Virgen de los Remedios, patrona de Alcorcón

Las fiestas patronales de Alcorcón se celebran durante la primera y segunda semana de septiembre, en honor a la Virgen de los Remedios. Estas tienen su inicio la primera semana de septiembre y culminan pocos días después de los festejos principales, antes de llegar a la quincena.
El comienzo de las fiestas se produce cinco días antes de la subida de la Virgen. El día 2 arranca con un pregón en la plaza de España seguido de una mascletá y chupinazo y el encendido del alumbrado. Durante estos días, se monta una feria en el recinto ferial, se colocan las distintas casetas de las asociaciones y partidos políticos de Alcorcón y se hacen numerosas actividades culturales, conciertos... Las fiestas patronales de Alcorcón concluyen ocho días después del pregón. Los actos centrales se celebran los días 7 y 8. En día 7 por la tarde se sube a la virgen desde su ermita hasta la iglesia parroquial de Santa María la Blanca. A las doce de la noche, se lanzan los fuegos artificiales que dan inicio a la fiesta. El día ocho, día de la patrona, se celebra la misa en su honor y posteriormente por la tarde se celebra una procesión para bajarla a la ermita hasta el año siguiente.
Durante los días de Navidad se realizan varias actividades culturales, como conciertos especiales de Navidad, el montaje de belenes en centros culturales y el ayuntamiento y la cabalgata de los Reyes Magos del 5 de enero. También es tradición celebrar los carnavales con cabalgatas de disfraces, y actos culturales. Durante la Semana Santa se realizan entre cuatro y seis procesiones religiosas que salen de diversas iglesias y recorren las calles de la ciudad.
Por su parte, el barrio de San José de Valderas celebra sus fiestas en el mes de mayo.

### Gastronomía
La gastronomía en Alcorcón es similar, por no decir igual, a la de Madrid. El clima, los productos del campo y la historia han configurado la variada gastronómica que se da en la Comunidad de Madrid. Los platos más representativos son el cocido madrileño, los callos a la madrileña, el potaje de garbanzos, la tortilla de patata, el besugo a la madrileña, la lombarda y las rosquillas tontas y listas, entre otros. En cuanto a los vinos, se destacan los de la comunidad de Madrid, entre los cuales, los más famosos son los de San Martín de Valdeiglesias, Arganda del Rey y Navalcarnero. Tanto en los centros comerciales de Parque Oeste, X-Madrid y Tres Aguas, como en los diferentes barrios del municipio, existe una amplia variedad de restaurantes.

### Compras y ocio
Alcorcón, como todas las ciudades del área metropolitana de Madrid, posee un elevado número de población, lo que ha hecho que desde la década de 1980 hasta la actualidad, el número de establecimientos comerciales aumente. Posee muchas tiendas situadas en el centro urbano y grandes centros comerciales y de ocio en zonas más periféricas. En el barrio centro, la zona con más tiendas y comercios ocupa toda la calle Mayor, que atraviesa el municipio de norte a sur. Gran parte de este calle es peatonal desde el año 2009. Otra avenida muy importante, con gran número de restaurantes y bares es la avenida de las Retamas, en el distrito suroeste.
Los demás barrios y distritos de Alcorcón poseen a su vez numerosos bares y restaurantes, repartidos por todo el municipio. Al norte del municipio se encuentran los dos grandes centros comerciales: San José de Valderas y Tres Aguas; mientras, al sur, cerca de la zona de Parque Oeste, lindante con Móstoles y Las Retamas, está X-Madrid.
El municipio posee dentro de su término municipal el Parque Polvoranca (compartido con Leganés) que cuenta con mesas, merenderos, barbacoas, campos de fútbol y parques infantiles. Además, cuenta con una charca artificial en la que habitan numerosas especies, una serie de jardines con ejemplares de árboles y plantas organizados por continentes y una exposición de la litología de la Comunidad de Madrid.

### Deporte
| Centro                                    | Dirección                        |
| ----------------------------------------- | -------------------------------- |
| Ciudad deportiva de Santo Domingo         | Avda. Esteban Márquez s/n, 28922 |
| Polideportivo Los Cantos                  | Avda. Los Cantos, 28, 28922      |
| Pabellón polideportivo M-4 Mª José Calero | Calle Los Robles, s/n            |
| Complejo deportivo La Canaleja            | Avda. de los Castillos, s/n      |

Alcorcón cuenta con clubes de todas las modalidades deportivas. El principal complejo deportivo es la ciudad deportiva de Santo Domingo, una de las primeras instalaciones fueron las piscinas con dos vasos de 50 metros (uno cubierto en la actualidad) construida en 1981 en colaboración con el Consejo Superior de deporte. El complejo está compuesto por 11 pistas de tenis, 12 pistas de pádel, 3 pistas polideportivas, 4 campos de fútbol 7 y 2 campos de fútbol 11 de hierba artificial, una pista de atletismo y el estadio municipal de Santo Domingo.
Además, Alcorcón alberga otros 3 complejos polideportivos en la ciudad, repartidos entre los barrios de San José de Valderas, Las Retamas y Parque Lisboa.

#### Fútbol

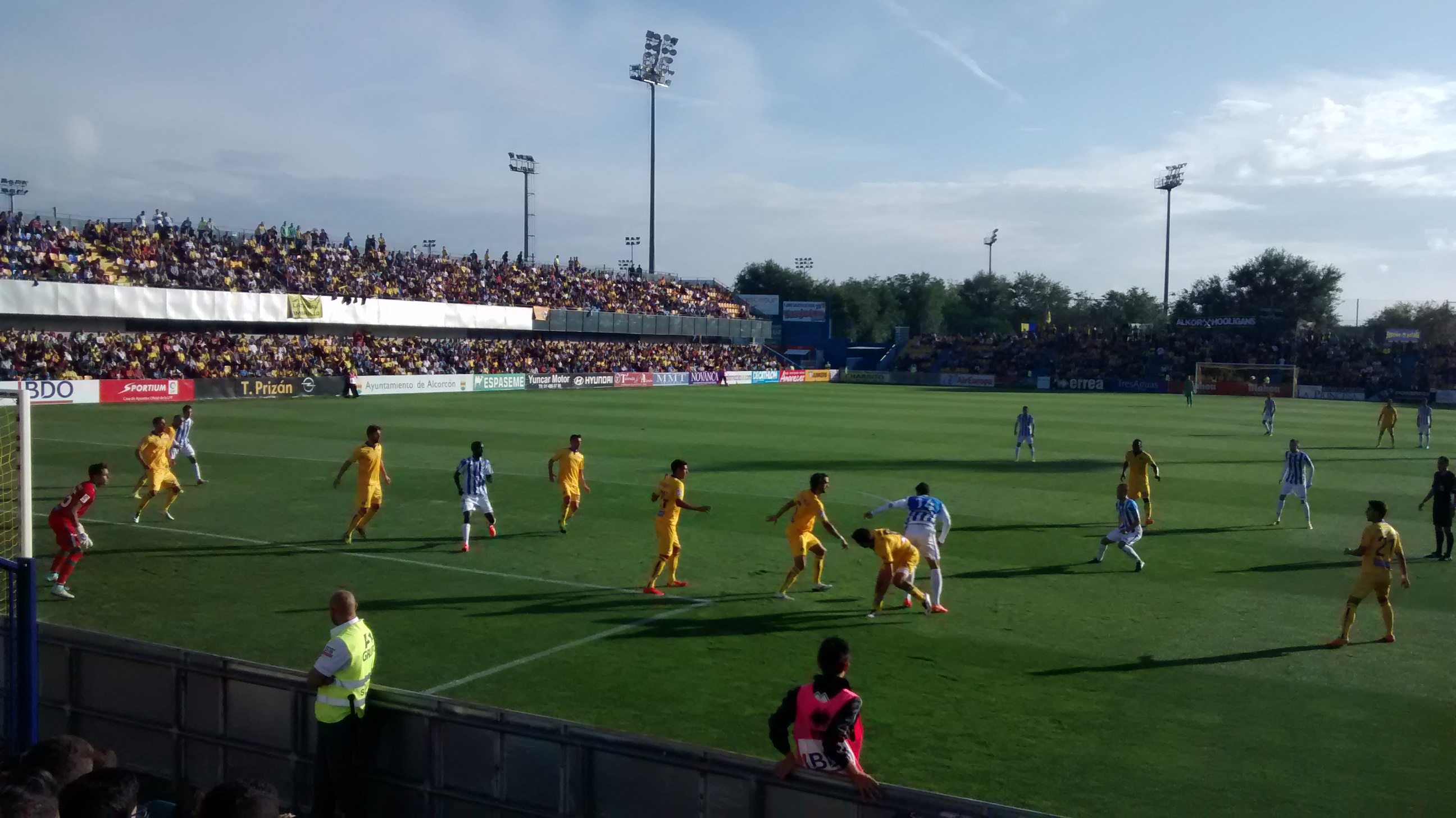
Estadio municipal de Santo Domingo, sede de la A.D. de Alcorcón

El fútbol es el deporte que goza de más popularidad en Alcorcón. El club profesional de fútbol de la ciudad es el Agrupación Deportiva Alcorcón, fundado en 1971. Su presidente es Iván Bravo, y honorífico Esteban Márquez Ponce. El equipo jugaba desde la temporada 2010-2011 en la segunda división de España hasta la temporada 2021-2022 temporada en la descendió a la Primera Federación. Tiene alrededor de 3500 socios. Su equipación se compone de pantalón amarillo y elástica amarilla.

Su hito más importante fue en el año 2009, cuando la A.D. Alcorcón se encontraba en segunda división B y eliminó al Real Madrid en la Copa del Rey. Después de derrotar al CF Palencia y Lagun Onak, fueron emparejados con el Real Madrid en los dieciseisavos de final.8 Pero contra todo pronóstico, el 27 de octubre de 2009 el Alcorcón ganó al Real Madrid por un abultado resultado de 4-0 en el estadio Santo Domingo con goles de Borja Pérez (2), Ernesto y un autogol de Arbeloa.9 El resultado abrió todos los periódicos deportivos y generalistas, fue bautizado como "Alcorconazo" y el interés mediático por el club aumentó de forma notable.10 11 12 13 En el partido de vuelta en el Santiago Bernabéu el Real Madrid solo pudo vencer por 1:0, por lo que la AD Alcorcón eliminó al equipo madrileño.12 Ya en octavos de final, el Alcorcón fue eliminado por el Racing de Santander.14
Otro club de fútbol importante es el Trival Valderas, fundado en 2004. Tradicionalmente representa el barrio de San José de Valderas, pero en la actualidad su ámbito y los aficionados que posee proceden de toda la ciudad.
El equipo disputa sus partidos como local en el estadio La Canaleja. El equipo juega desde la temporada 2014-2015 en la segunda división B.

#### Fútbol americano
La ciudad de Alcorcón tiene dos clubes de fútbol americano. 
El Club Smilodons, fue fundado en marzo de 2012. Tiene un equipo sénior que participa en la Liga Madrileña de Fútbol Americano, jugando sus partidos locales en Rivas Vaciamadrid al estar vinculado al club Osos Rivas.
Alcorcón Predators Football es el otro club de la ciudad. Fundado en 2015, está orientado como escuela para chicos y chicas de todas las edades, sin incluir la categoría sénior.

#### Rugby
El U. R. O. Club de Rugby Alcorcón, fue fundado en la temporada 2011-2012.
Su equipo sénior milita actualmente en la Tercera División Regional Madrileña de Rugby, que al día de Hoy cuenta con más de 230 Fichas Federativas entre Escuela y Equipo Sénior. Fue campeón de la 3.ª División Regional de Rugby de Madrid (2014/2015) y de la 4.ª División Regional de Rugby de Madrid (2013/2014).

#### Natación
Hasta su desparición en el año 2009 el club más destacado fue el Club Natación Alcorcón Arena. Su finalidad era el fomento y la práctica de la natación y el waterpolo en Alcorcón. El nombre se aprobó en asamblea extraordinaria el 18 de diciembre de 2005, tras la fusión realizada en mayo de 1982 de los dos únicos clubes de natación existentes en Alcorcón: Club de Natación Ondarreta y el Club de Natación Alcorcón. El número de nadadores del club llegó a ser de unos 300 nadadores de distintas categorías.
Tras la desaparición del Alcorcon Arena, en fecha 18/11/2010 se constituyó el Club Natación Ciudad de Alcorcón, con dos secciones: Natación y Waterpolo. Además de su escuela de natación y equipos de precompetición lo que le hace llegar a más de 400 practicantes en sus distintas especialidades.
Equipo de base en constante crecimiento, en la sección de Natación cuenta con nadadores clasificados para los campeonatos de España en varias categorías y en Waterpolo cuenta con su equipo absoluto femenino en la Primera División Femenina en la temporada 2019/2020.

#### Baloncesto
Los dos clubes más destacados son el Femenino Alcorcón, que cuenta con 150 jugadoras y 11 equipos (5 en las competiciones de la Federación de Baloncesto de Madrid), y el Alcorcón Basket, fundado en 2012, que cuenta con 11 equipos federados en la Federación de baloncesto de Madrid y 4 equipos en competiciones locales.

#### Patinaje
El Club Patín Alcorcón en la sección de hockey sobre patines cuenta con equipos de todas las categorías. El primer equipo femenino participa en la OK liga, la principal competición a nivel nacional. Ostentan un título de Campeonas de Europa, conseguido en el año 2014.
Por otro lado, este club cuenta con la sección de artístico con categorías en show, danza y libre. Ostentan el título de Campeonas de Madrid en la categoría de show grupo grande, conseguido en los años 2020, 2021, 2022 y 2023, además de una octava posición en el Campeonato de España en 2021 y una séptima posición en esta competición en 2022 y una segunda posición en la Copa de España; en grupo pequeño campeonas de Madrid 2019 y en grupo juvenil 2018, 2019 y 2022.

### Asociaciones culturales

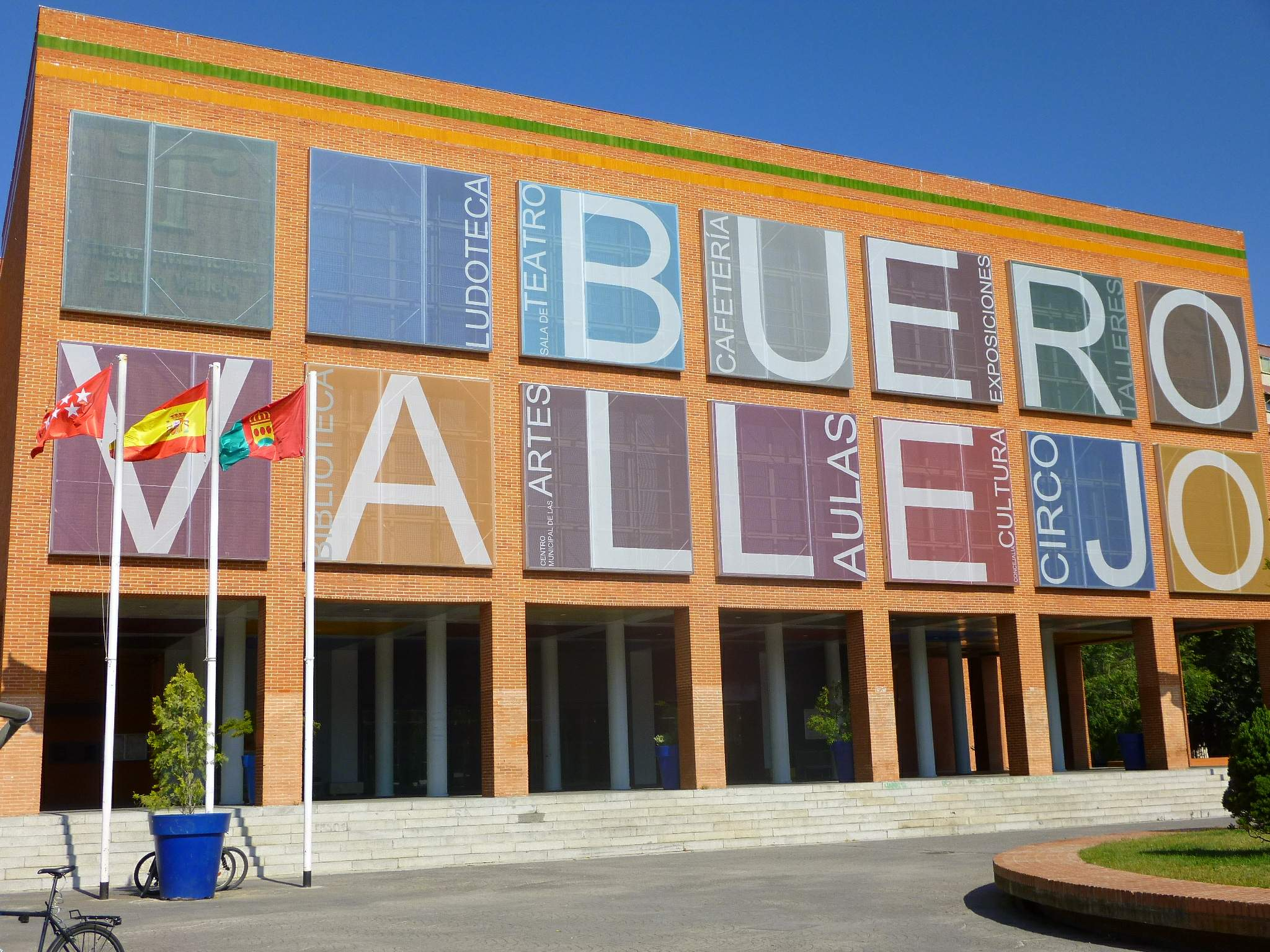
Centro cultural Buero Vallejo, antiguo centro municipal de las Artes, inaugurado en 1994

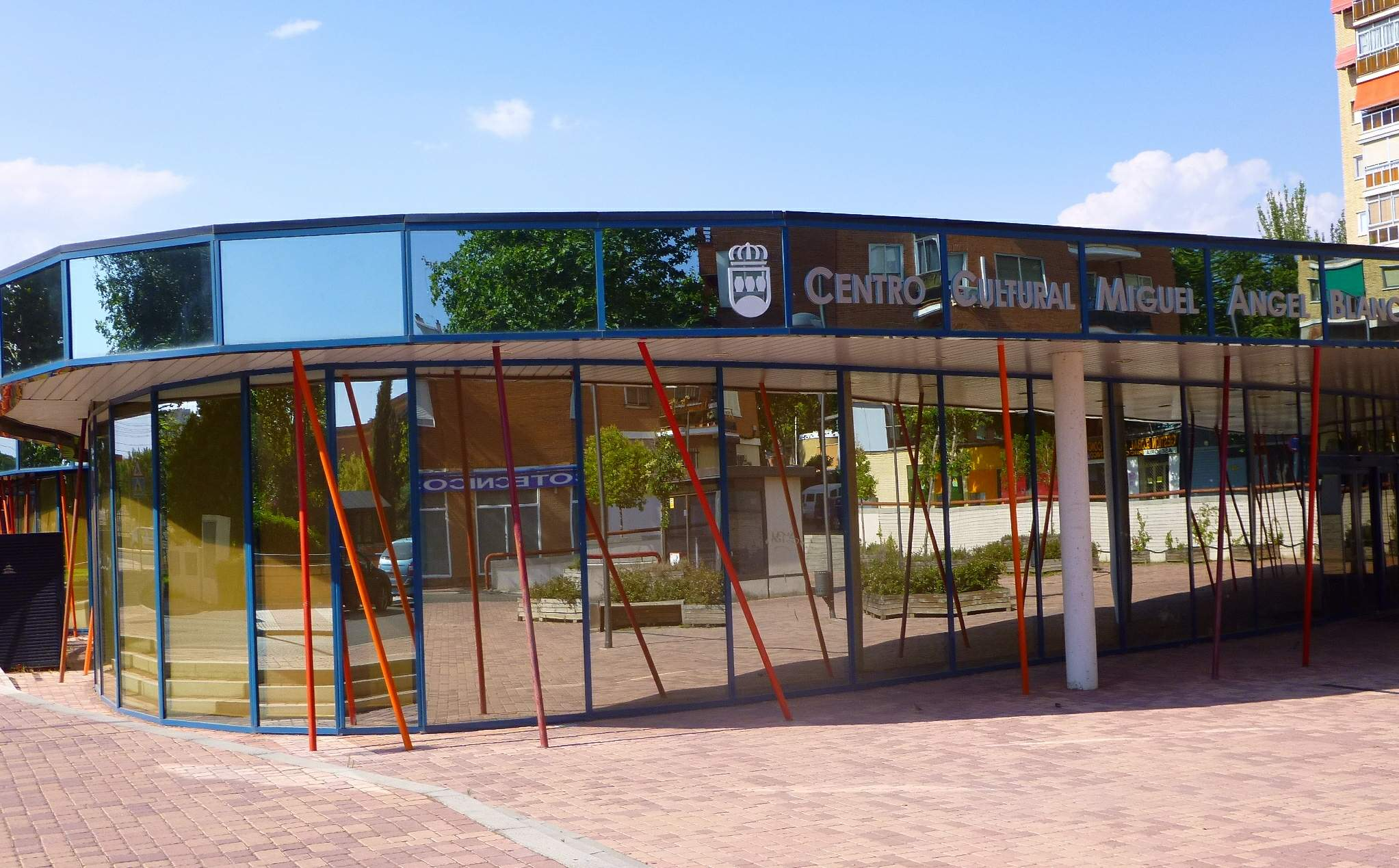
El centro cultural Miguel Ángel Blanco, inaugurado en 2010

Alcorcón cuenta con un gran número de asociaciones culturales. Una de las más antiguas en la Asociación Folklórica Nuestra Señora de los Remedios de Alcorcón. El grupo, fundado en 1979, toma su nombre en honor a la patrona de Alcorcón. Su finalidad es transmitir la música vocal, instrumental, la danza y el baile, como rasgos culturales identificativos que no se pueden perder.
Año tras año, con ayuda de la corporación municipal, de la Comunidad de Madrid, otras entidades socioculturales, la colaboración de firmas comerciales; junto al trabajo constante de sus socios y componentes, contribuyen a conservar, mantener y divulgar el canto, instrumentos de cuerda, aire y percusión como soporte de animación de las danzas y bailes de los diferentes pueblos. También incluye tradiciones propias de la comunidad de Madrid.
Anualmente organiza dos festivales: El Festival de Folklore Villa de Alcorcón, organizado desde 1990. Cada año, más o menos en el mes de marzo tiene lugar este festival en el teatro municipal Buero Vallejo.
Por otro lado el Festival Internacional de Folklore Fiestas de Alcorcón: Durante las fiestas en honor a la Virgen de los Remedios de Alcorcón (8 de septiembre) tiene lugar este festival de carácter internacional.

### Medios de comunicación
Televisión
La señal de Alcorcón pertenece a la demarcación de Móstoles (TL08M), donde emiten los siguientes canales:
- 8 Madrid: programación principalmente orientada a cine, no emite programación local en la demarcación
- 13 TV Madrid: programación generalista, no emite programación local en la demarcación
- Libertad Digital TV: cesado en julio de 2013.

En la historia de Alcorcón, han emitido televisiones con programación propia en el municipio:
- TeleSur y TeleAlcor: dos televisiones locales que emitieron en el municipio a principios de los 90, la primera desde la avenida del Petróleo y la segunda desde la calle Estación. TeleSur Alcorcón comenzó a emitir el 1 de marzo de 1995. Estuvo emitiendo hasta verano de 1996, cuando dejaron conexión 24 horas con un canal de deportes durante los Juegos Olímpicos de Atlanta. En otoño cesaron las emisiones.[50][51]
- Localia Alcorcón: canal 27 UHF. La cadena nacional cesó sus emisiones regulares el 1 de enero de 2009, aunque las distintas emisoras continuaron su funcionamiento como repetidores de la cabecera de Localia vía satélite. En agosto de 2009 comenzó a emitir la programación del canal especializado en compras EHS. En 2010 dejó de emitir tras el apagón analógico.

Radio
- SER Madrid Oeste 102.3 FM: emisora local con concesión en la vecina localidad de Móstoles que emite la programación de la Cadena SER con ventanas de programación local orientadas a la zona Suroeste de Madrid. Destaca el informativo Hora 12 Alcorcón que se emite de lunes a viernes a partir de las 12:20 del mediodía. Esta emisora comenzó sus emisiones en 1982, pero con distintas denominaciones a lo largo de su historia: SER Móstoles, Cadena Dial Madrid-Sur, SER Suroeste y SER Madrid Oeste. En todas sus etapas ha conservado la programación local e informativos de la zona Móstoles-Alcorcón

Prensa
- Madrid-Sur Alcorcón (edición semanal).[52]
- Alcorcón al Día (edición mensual)[53]
- Al Cabo de la Calle-Alcorcón, (edición mensual) periódico de la zona sur de Madrid, editado en: Getafe, Leganés, Alcorcón, Pinto, Humanes de Madrid, Arroyomolinos, Moraleja de Enmedio, Griñón, Serranillos del Valle, Fuenlabrada y Valdemoro.[54]
- alcorconhoy.com (edición mensual).[55]
- infoalcorcon.es (edición en línea).[56]

## Ciudades hermanadas
Alcorcón participa en la iniciativa de hermanamiento de ciudades promovida, entre otras instituciones, por la Unión Europea
- Mayarí (Cuba)
- Nejapa (El Salvador)
- Ancón (Perú)
- Salfit (Palestina)
- Alhucemas (Marruecos)
- Bucraa (República Árabe Saharaui Democrática)